# Lista de empresas estatais do Brasil
Esta é uma lista das empresas estatais do Brasil, nos níveis federal, estadual e municipal, das quais os respectivos poderes executivos detêm participação majoritária.

## Estatais do Governo Federal
Empresas estatais do Governo Federal divididas em controle direto e indireto, conforme o Ministério da Fazenda:

### Controle direto

#### Dependentes do Tesouro
Empresa estatal dependente é a empresa controlada que recebe do ente controlador recursos financeiros para pagamento de despesas com pessoal ou de custeio em geral ou de capital, excluídos, no último caso, aqueles provenientes de aumento de participação acionaria.
| Nome da Empresa                                                       | Sigla    | Órgão                                                        | Criação                 | Constituição            |
| --------------------------------------------------------------------- | -------- | ------------------------------------------------------------ | ----------------------- | ----------------------- |
| Amazônia Azul Tecnologias de Defesa                                   | AMAZUL   | Ministério da Defesa                                         | 1° de fevereiro de 2013 | 16 de agosto de 2013    |
| Centro Nacional de Tecnologia Eletrônica Avançada                     | CEITEC   | Ministério da Ciência, Tecnologia e Inovação                 | 7 de novembro de 2008   | 15 de abril de 2009     |
| Companhia Brasileira de Trens Urbanos                                 | CBTU     | Ministério das Cidades                                       | 22 de fevereiro de 1984 | 15 de março de 1984     |
| Companhia de Desenvolvimento dos Vales do São Francisco e do Parnaíba | CODEVASF | Ministério da Integração e do Desenvolvimento Regional       | 16 de julho de 1974     | 22 de outubro de 1974   |
| Companhia de Pesquisa de Recursos Minerais                            | CPRM     | Ministério de Minas e Energia                                | 15 de agosto de 1969    | 8 de janeiro de 1970    |
| Companhia Nacional de Abastecimento                                   | CONAB    | Ministério do Desenvolvimento Agrário e Agricultura Familiar | 12 de abril de 1990     | 19 de dezembro de 1991  |
| Empresa Brasil de Comunicação                                         | EBC      | Ministério das Comunicações                                  | 24 de outubro de 2007   | 31 de outubro de 2007   |
| Empresa Brasileira de Pesquisa Agropecuária                           | EMBRAPA  | Ministério da Agricultura, Pecuária e Abastecimento          | 7 de dezembro de 1972   | 14 de fevereiro de 1975 |
| Empresa Brasileira de Serviços Hospitalares                           | EBSERH   | Ministério da Educação                                       | 15 de dezembro de 2011  | 28 de dezembro de 2011  |
| Empresa de Pesquisa Energética                                        | EPE      | Ministério de Minas e Energia                                | 16 de agosto de 2004    | 16 de agosto de 2004    |
| Empresa de Trens Urbanos de Porto Alegre                              | TRENSURB | Ministério das Cidades                                       | 17 de abril de 1980     | 25 de abril de 1980     |
| Hospital de Clínicas de Porto Alegre                                  | HCPA     | Ministério da Educação                                       | 2 de setembro de 1970   | 16 de julho de 1971     |
| Hospital Nossa Senhora da Conceição                                   | GHC      | Ministério da Saúde                                          | 26 de julho de 1960     | 26 de julho de 1960     |
| Indústria de Material Bélico do Brasil                                | IMBEL    | Ministério da Defesa                                         | 14 de julho de 1975     | 21 de janeiro de 1976   |
| Nuclebrás Equipamentos Pesados                                        | NUCLEP   | Ministério da Ciência, Tecnologia e Inovação                 | 16 de dezembro de 1975  | 16 de dezembro de 1975  |
| Infra                                                                 | INFRA    | Ministério dos Transportes                                   | 30 de setembro de 2022  | 30 de setembro de 2022  |

#### Não dependentes do Tesouro
A empresa independente ou não dependente dispõe de receitas próprias, geradas por suas atividades, para pagar suas despesas de pessoal, de custeio em geral e de capital.
| Nome da Empresa                                                                            | Sigla      | Órgão                                                         | Status                           | Criação                 | Constituição            | Transferência        |
| ------------------------------------------------------------------------------------------ | ---------- | ------------------------------------------------------------- | -------------------------------- | ----------------------- | ----------------------- | -------------------- |
| Agência Brasileira Gestora de Fundos Garantidores e Garantias                              | ABGF       | Ministério da Fazenda                                         | Setor público                    | 30 de agosto de 2012    | 1° de abril de 2013     |                      |
| Autoridade Portuária de Santos                                                             | APS        | Secretaria de Portos                                          | Setor público                    | 15 de setembro de 1980  | 1° de outubro de 1980   |                      |
| Banco da Amazônia                                                                          | BASA       | Ministério da Fazenda                                         | Setor Financeiro                 | 9 de julho de 1942      | 1° de agosto de 1942    |                      |
| Banco do Brasil                                                                            | BB         | Ministério da Fazenda                                         | Grupo Banco do Brasil            | 12 de outubro de 1808   | 12 de outubro de 1808   |                      |
| Banco do Nordeste do Brasil                                                                | BNB        | Ministério da Fazenda                                         | Setor Financeiro                 | 19 de julho de 1952     | 18 de janeiro de 1954   |                      |
| Banco Nacional de Desenvolvimento Econômico e Social                                       | BNDES      | Ministério do Desenvolvimento, Indústria, Comércio e Serviços | Setor Financeiro                 | 20 de junho de 1952     | 21 de junho de 1971     |                      |
| Caixa Econômica Federal                                                                    | CAIXA      | Ministério da Fazenda                                         | Grupo C.E.F.                     | 12 de janeiro de 1861   | 12 de agosto de 1969    |                      |
| Casa da Moeda do Brasil                                                                    | CMB        | Ministério da Fazenda                                         | Setor público                    | 19 de junho de 1973     | 20 de setembro de 1973  |                      |
| Centrais de Abastecimento de Minas Gerais                                                  | CEASAMINAS | Ministério da Agricultura e Pecuária                          | Setor público                    | 20 de outubro de 1970   | 10 de maio de 1971      | 26 de maio de 2000   |
| Companhia das Docas do Estado da Bahia                                                     | CODEBA     | Secretaria de Portos                                          | Setor público                    | 10 de julho de 1975     | 17 de fevereiro de 1977 |                      |
| Companhia de Entrepostos e Armazéns Gerais de São Paulo                                    | CEAGESP    | Ministério do Desenvolvimento Agrário e Agricultura Familiar  | Setor público                    | 31 de janeiro de 1969   | 31 de maio de 1969      | 2 de janeiro de 1998 |
| Companhia Docas do Ceará                                                                   | CDC        | Secretaria de Portos                                          | Setor público                    | 23 de julho de 1964     | 23 de julho de 1964     |                      |
| Companhia Docas do Pará                                                                    | CDP        | Secretaria de Portos                                          | Setor público                    | 10 de fevereiro de 1967 | 6 de setembro de 1967   |                      |
| Companhia Docas do Rio Grande do Norte                                                     | CODERN     | Secretaria de Portos                                          | Setor público                    | 27 de agosto de 1969    | 3 de fevereiro de 1970  |                      |
| Empresa Brasileira de Administração de Petróleo e Gás Natural S.A. - Pré‐Sal Petróleo S.A. | PPSA       | Ministério de Minas e Energia                                 | Vínculos jurídicos com PETROBRAS | 1° de agosto de 2013    | 12 de novembro de 2013  |                      |
| Empresa Brasileira de Correios e Telégrafos                                                | ECT        | Ministério das Comunicações                                   | Setor público                    | 20 de março de 1969     | 20 de março de 1969     |                      |
| Empresa Brasileira de Hemoderivados e Biotecnologia                                        | HEMOBRÁS   | Ministério da Saúde                                           | Setor público                    | 2 de dezembro de 2004   | 28 de março de 2005     |                      |
| Empresa Brasileira de Infraestrutura Aeroportuária                                         | INFRAERO   | Secretaria de Aviação Civil                                   | Setor público                    | 12 de dezembro de 1972  | 31 de maio de 1973      | 3 de janeiro de 2003 |
| Empresa Brasileira de Participações em Energia Nuclear e Binacional                        | ENBPar     | Ministério de Minas e Energia                                 | Setor público                    | 10 de setembro de 2021  | 13 de setembro de 2021  |                      |
| Empresa de Tecnologia e Informações da Previdência Social                                  | DATAPREV   | Ministério da Fazenda                                         | Setor público                    | 4 de novembro de 1974   | 10 de março de 1975     |                      |
| Empresa Gerencial de Projetos Navais                                                       | EMGEPRON   | Ministério da Defesa                                          | Setor público                    | 9 de junho de 1982      | 28 de junho de 1982     |                      |
| Empresa Gestora de Ativos                                                                  | EMGEA      | Ministério da Fazenda                                         | Setor público                    | 22 de junho de 2001     | 26 de junho de 2001     |                      |
| Financiadora de Estudos e Projetos                                                         | FINEP      | Ministério da Ciência, Tecnologia e Inovação                  | Setor Financeiro                 | 24 de julho de 1967     | 24 de julho de 1967     |                      |
| NAV Brasil Serviços de Navegação Aérea                                                     | NAV BRASIL | Ministério da Defesa                                          | Navegação Aérea                  | 19 de novembro de 2019  | 30 de junho de 2021     |                      |
| Petróleo Brasileiro                                                                        | PETROBRAS  | Ministério de Minas e Energia                                 | Grupo PETROBRAS                  | 3 de outubro de 1953    | 2 de abril de 1954      |                      |
| PortosRio                                                                                  | PORTOSRIO  | Secretaria de Portos                                          | Setor público                    | 28 de fevereiro de 1967 | 9 de julho de 1973      |                      |
| Serviço Federal de Processamento de Dados                                                  | SERPRO     | Ministério da Fazenda                                         | Setor público                    | 1° de dezembro de 1964  | 12 de abril de 1995     |                      |
| Telecomunicações Brasileiras                                                               | TELEBRÁS   | Ministério das Comunicações                                   | Grupo TELEBRAS                   | 11 de julho de 1972     | 9 de novembro de 1972   |                      |

A empresa Itaipu Binacional não está nesta lista, mas está debaixo da responsabilidade do Ministério de Minas e Energia, sob supervisão do Ministério das Relações Exteriores.

### Controle indireto

#### Banco do Brasil
| Nome da Empresa                                                      | Sigla            | Órgão                 | Status                           | Criação                | Constituição            | Transferência        |
| -------------------------------------------------------------------- | ---------------- | --------------------- | -------------------------------- | ---------------------- | ----------------------- | -------------------- |
| ATIVOS S.A. Securitizadora de Créditos Financeiros                   | ATIVOS S.A.      | Ministério da Fazenda | Grupo Banco do Brasil            | 31 de outubro de 2002  | 31 de outubro de 2002   |                      |
| Banco do Brasil Agência Viena/Áustria                                | BB AG            | Ministério da Fazenda | Grupo Banco do Brasil            | 28 de janeiro de 1980  | 28 de janeiro de 1980   |                      |
| BB Administradora de Cartões de Crédito                              | BB CARTÕES       | Ministério da Fazenda | Grupo Banco do Brasil            | 25 de setembro de 1987 | 29 de setembro de 1987  |                      |
| BB Administradora de Consórcios                                      | BB CONSÓRCIOS    | Ministério da Fazenda | Grupo Banco do Brasil            | 12 de dezembro de 2003 | 12 de dezembro de 2003  |                      |
| BB Banco de Investimento                                             | BB INVESTIMENTOS | Ministério da Fazenda | Grupo Banco do Brasil            | 30 de setembro de 1988 | 3 de outubro de 1988    |                      |
| BB Corretora de Seguros e Administradora de Bens                     | BB CORRETORA     | Ministério da Fazenda | Grupo Banco do Brasil Seguridade | 30 de junho de 1987    | 30 de junho de 1987     |                      |
| BB ELO CARTÕES Participações                                         | BB ELO CARTÕES   | Ministério da Fazenda | Grupo Banco do Brasil            | 24 de maio de 2002     | 24 de maio de 2002      |                      |
| BB Gestão de Recursos Distribuidora de Títulos e Valores Mobiliários | BB DTVM          | Ministério da Fazenda | Grupo Banco do Brasil            | 15 de maio de 1986     | 4 de junho de 1986      |                      |
| BB Leasing Company Limited - Ilhas Cayman                            | BB LEASING       | Ministério da Fazenda | Grupo Banco do Brasil            | 17 de dezembro de 1981 | 17 de dezembro de 1981  |                      |
| BB Leasing S.A. Arrendamento Mercantil                               | BB LAM           | Ministério da Fazenda | Grupo Banco do Brasil            | 3 de abril de 1987     | 17 de julho de 1987     |                      |
| BB Seguridade Participações                                          | BB SEGURIDADE    | Ministério da Fazenda | Grupo Banco do Brasil Seguridade | 17 de dezembro de 2012 | 20 de dezembro de 2012  |                      |
| BB Seguros Participações                                             | BB SEGUROS       | Ministério da Fazenda | Grupo Banco do Brasil Seguridade | 2 de setembro de 2009  | 2 de setembro de 2009   |                      |
| BB Tecnologia e Serviços                                             | BBTS             | Ministério da Fazenda | Grupo Banco do Brasil            | 18 de julho de 1974    | 18 de julho de 1974     | 26 de agosto de 1994 |
| Brasilian American Merchant Bank                                     | BAMB             | Ministério da Fazenda | Grupo Banco do Brasil            | 5 de julho de 1973     | 26 de fevereiro de 1974 |                      |

#### BNDES
| Nome da Empresa                              | Sigla    | Órgão                                                         | Status      | Criação               | Constituição        |
| -------------------------------------------- | -------- | ------------------------------------------------------------- | ----------- | --------------------- | ------------------- |
| Agência Especial de Financiamento Industrial | FINAME   | Ministério do Desenvolvimento, Indústria, Comércio e Serviços | Grupo BNDES | 2 de setembro de 1966 | 21 de junho de 1971 |
| BNDES Participações                          | BNDESPAR | Ministério do Desenvolvimento, Indústria, Comércio e Serviços | Grupo BNDES | 29 de junho de 1982   | 30 de junho de 1982 |

#### Caixa
| Nome da Empresa                                        | Sigla            | Órgão                 | Status       | Criação                | Constituição          |
| ------------------------------------------------------ | ---------------- | --------------------- | ------------ | ---------------------- | --------------------- |
| Caixa Cartões Holding                                  | CAIXA CARTOES    | Ministério da Fazenda | Grupo C.E.F. | 20 de dezembro de 2018 |                       |
| Caixa Distribuidora de Títulos e Valores Mobiliários   | CAIXA DTVM       | Ministério da Fazenda | Grupo C.E.F. | 14 de abril de 2021    |                       |
| Caixa Holding Securitária                              | CAIXA HOLDING    | Ministério da Fazenda | Grupo C.E.F. | 21 de maio de 2015     |                       |
| Caixa Loterias                                         | CAIXA LOTERIAS   | Ministério da Fazenda | Grupo C.E.F. | 30 de setembro de 2015 | 19 de janeiro de 2016 |
| Caixa Seguridade Corretagem e Administração de Seguros | CAIXA CORRETORA  | Ministério da Fazenda | Grupo C.E.F. | 17 de agosto de 2020   |                       |
| Caixa Seguridade Participações                         | CAIXA SEGURIDADE | Ministério da Fazenda | Grupo C.E.F. | 14 de abril de 2015    | 21 de maio de 2015    |

#### NAV Brasil
| Nome da Empresa                                 | Sigla | Órgão                | Status     | Criação                 | Constituição | Transferência |
| ----------------------------------------------- | ----- | -------------------- | ---------- | ----------------------- | ------------ | ------------- |
| Empresa de Projetos Aeroespaciais do Brasil S/A | ALADA | Ministério da Defesa | NAV Brasil | 02 de fevereiro de 2025 | Em andamento |               |

#### ENBPar
| Nome da Empresa                | Sigla             | Órgão                         | Status       | Criação                | Constituição           | Transferência          |
| ------------------------------ | ----------------- | ----------------------------- | ------------ | ---------------------- | ---------------------- | ---------------------- |
| Eletronuclear                  | ELETRONUCLEAR     | Ministério de Minas e Energia | Grupo ENBPar | 18 de dezembro de 1975 | 18 de dezembro de 1975 | 20 de junho de 2022    |
| Indústrias Nucleares do Brasil | INB               | Ministério de Minas e Energia | Grupo ENBPar | 1 de dezembro de 1971  | 31 de agosto de 1988   | 26 de outubro de 2022  |
| Itaipu Binacional              | ITAIPU BINACIONAL | Ministério de Minas e Energia | Grupo ENBPar | 26 de abril de 1973    | 17 de maio de 1974     | 13 de setembro de 2021 |

#### Petrobras
| Nome da Empresa                                          | Sigla                       | Órgão                         | Status           | Criação                | Constituição           | Transferência          |
| -------------------------------------------------------- | --------------------------- | ----------------------------- | ---------------- | ---------------------- | ---------------------- | ---------------------- |
| 5283 Participações                                       | 5283 PARTICIPAÇÕES          | Ministério de Minas e Energia | Grupo PETROBRAS  | 25 de novembro de 1999 | 25 de novembro de 1999 |                        |
| Araucária Nitrogenados                                   | ARAUCÁRIA                   | Ministério de Minas e Energia | Grupo PETROBRAS  | 13 de setembro de 2010 | 13 de setembro de 2010 |                        |
| Baixada Santista Energia                                 | BSE                         | Ministério de Minas e Energia | Grupo PETROBRAS  | 23 de março de 1999    | 23 de março de 1999    |                        |
| Bear Insurance Company Limited                           | BEAR                        | Ministério de Minas e Energia | Grupo PETROBRAS  | 18 de abril de 1997    | 22 de abril de 1997    |                        |
| Braspetro Oil Services Company                           | BRASOIL                     | Ministério de Minas e Energia | Grupo BRASPETRO  | 28 de janeiro de 1977  | 3 de fevereiro de 1977 |                        |
| Cordoba Financial Services GmbH (Viena/Austria)          | CFS                         | Ministério de Minas e Energia | Grupo PETROBRAS  | 14 de dezembro de 2005 | 14 de dezembro de 2005 | 25 de novembro de 2008 |
| Fronape International Company                            | FIC                         | Ministério de Minas e Energia | Grupo PETROBRAS  | 10 de abril de 1996    | 11 de setembro de 1998 |                        |
| Petrobras America Inc. (Houston/Texas)                   | PAI                         | Ministério de Minas e Energia | Grupo PETROBRAS  | 17 de novembro de 1987 | 29 de dezembro de 1987 |                        |
| Petrobras Biocombustível                                 | PBIO                        | Ministério de Minas e Energia | Grupo PETROBRAS  | 3 de março de 2008     | 16 de junho de 2008    |                        |
| Petrobras Bolivia Inversiones y Servicios S.A.           | PEBIS                       | Ministério de Minas e Energia | Grupo PETROBRAS  | 13 de outubro de 2000  | 13 de outubro de 2000  |                        |
| Petrobras Comercializadora de Energia Ltda.              | PCEL                        | Ministério de Minas e Energia | Grupo PETROBRAS  | 16 de maio de 2002     | 16 de maio de 2002     |                        |
| Petrobras Europe Limited                                 | PEL                         | Ministério de Minas e Energia | Grupo PETROBRAS  | 4 de maio de 2001      | 4 de maio de 2001      |                        |
| Petrobras Finance Limited                                | PFL                         | Ministério de Minas e Energia | Grupo PETROBRAS  | 25 de outubro de 2001  | 25 de outubro de 2001  |                        |
| Petrobras International Braspetro B.V.                   | PIB BV                      | Ministério de Minas e Energia | Grupo PETROBRAS  | 27 de agosto de 2002   | 5 de setembro de 2002  |                        |
| Petrobras International Braspetro B.V. Sucursal Angola   | PIB ANG                     | Ministério de Minas e Energia | Grupo BRASPETRO  | 22 de janeiro de 2003  | 22 de janeiro de 2003  |                        |
| Petrobras International Braspetro B.V. Sucursal Colombia | PIB COL                     | Ministério de Minas e Energia | Grupo BRASPETRO  | 1° de janeiro de 2003  | 1° de janeiro de 2003  |                        |
| Petrobras International Finance Company                  | PIFCo                       | Ministério de Minas e Energia | Grupo PETROBRAS  | 24 de setembro de 1997 | 24 de setembro de 1997 |                        |
| Petrobras Logística de Exploração e Produção S.A.        | PB‐LOG                      | Ministério de Minas e Energia | Grupo PETROBRAS  | 21 de novembro de 2000 | 21 de novembro de 2000 |                        |
| Petrobras México, S. DE R.L. DE C.V.                     | PM                          | Ministério de Minas e Energia | Grupo PETROBRAS  | 31 de março de 2005    | 31 de março de 2005    |                        |
| Petrobras Middle East B.V.                               | PEMID                       | Ministério de Minas e Energia | Grupo BRASPETRO  | 1 de julho de 2004     | 1 de julho de 2004     |                        |
| Petrobras Netherlands B.V.                               | PNBV                        | Ministério de Minas e Energia | Grupo PETROBRAS  |                        |                        |                        |
| Petrobras Singapore Private Limited                      | PSPL                        | Ministério de Minas e Energia | Grupo PETROBRAS  | 6 de abril de 2006     | 6 de abril de 2006     |                        |
| Petrobras Transporte                                     | TRANSPETRO                  | Ministério de Minas e Energia | Grupo TRANSPETRO | 12 de junho de 1998    | 30 de junho de 1998    |                        |
| Refinaria Abreu e Lima                                   | RNEST                       | Ministério de Minas e Energia |                  |                        |                        |                        |
| Termobahia                                               | TERMOBAHIA                  | Ministério de Minas e Energia | Grupo PETROBRAS  | 7 de agosto de 1998    | 7 de agosto de 1998    |                        |
| Termomacaé Comercializadora de Energia                   | TERMOMACAÉ COMERCIALIZADORA | Ministério de Minas e Energia | Grupo PETROBRAS  | 26 de junho de 2006    | 26 de junho de 2006    |                        |
| Termomacaé                                               | TERMOMACAÉ                  | Ministério de Minas e Energia | Grupo PETROBRAS  | 15 de outubro de 1997  | 15 de outubro de 1997  |                        |
| Transpetro International B.V.                            | TI B.V.                     | Ministério de Minas e Energia | Grupo TRANSPETRO | 15 de setembro de 2011 | 15 de setembro de 2011 |                        |
| Transportadora Brasileira Gasoduto Bolívia‐Brasil        | TBG                         | Ministério de Minas e Energia | Grupo PETROBRAS  | 18 de abril de 1997    | 18 de abril de 1997    |                        |

### Privatizadas/extintas/em liquidação
| Nome da Empresa                                                         | Sigla                   | Órgão                                               | Criação                 | Constituição            | Transferência           | Situação atual |
| ----------------------------------------------------------------------- | ----------------------- | --------------------------------------------------- | ----------------------- | ----------------------- | ----------------------- | --- |
| Fábrica Nacional de Motores                                             | FNM                     | Ministério da Indústria e Comércio                  | 1942                    | 1942                    | 1968                    | Privatizada. Hoje extinta.                                                                                            |
| Companhia Telefônica Brasileira                                         | CTB                     | Ministério das Comunicações                         | 15 de janeiro de 1923   | 28 de novembro de 1923  | 22 de fevereiro de 1976 | Extinta. Seus ativos foram incorporados pela Telecomunicações do Rio de Janeiro e pela Telecomunicações de São Paulo. |
| Companhia Petroquímica do Nordeste                                      | COPENE                  | Ministério de Minas e Energia                       | 12 de janeiro de 1972   | 12 de janeiro de 1972   | 1980                    | Privatizada, mas foi mantida sua participação majoritária. Sua atual sucessora é a empresa privada Braskem.           |
| Empresa de Engenharia Ferroviária                                       | ENGEFER                 | Ministério dos Transportes                          | 28 de junho de 1974     | 28 de junho de 1974     | 22 de fevereiro de 1984 | Extinta. Transformada em Companhia Brasileira de Trens Urbanos.                                                       |
| Banco Nacional da Habitação                                             | BNH                     | Ministério do Interior                              | 21 de agosto de 1964    | 21 de agosto de 1964    | 21 de novembro de 1986  | Extinta. Seus ativos foram incorporados pela Caixa Econômica Federal.                                                 |
| Aeroportos do Rio de Janeiro                                            | ARSA                    | Ministério dos Transportes                          | 26 de maio de 1970      | 26 de maio de 1970      | 31 de julho de 1987     | Extinta. Seus ativos foram incorporados pela Infraero.                                                                |
| Empresa Brasileira de Notícias                                          | EBN                     | Ministério das Comunicações                         | 19 de setembro de 1979  | 19 de setembro de 1979  | 22 de junho de 1988     | Extinta. Seus ativos foram incorporados pela Radiobrás.                                                               |
| Banco de Roraima                                                        | BANRORAIMA              | Ministério do Interior                              | 24 de julho de 1968     | 21 de setembro de 1971  | 24 de agosto de 1988    | Extinta. Seus ativos foram incorporados pelo Banco da Amazônia                                                        |
| Empresas Nucleares Brasileiras                                          | NUCLEBRÁS               | Ministério da Ciência e Tecnologia                  | 1 de dezembro de 1971   | 1 de dezembro de 1971   | 30 de outubro de 1989   | Extinta. |
| Petrobrás Mineração                                                     | PETROMISA               | Ministério da Infraestrutura                        | 1977                    | 1977                    | 15 de março de 1990     | Extinta. |
| Petrobrás Comércio Internacional                                        | INTERBRAS               | Ministério da Infraestrutura                        | 19 de fevereiro de 1976 | 19 de fevereiro de 1976 | 15 de março de 1990     | Extinta. |
| Empresa Brasileira de Filmes                                            | EMBRAFILME              | Secretaria da Cultura                               | 12 de setembro de 1969  | 12 de setembro de 1969  | 16 de março de 1990     | Extinta. |
| Companhia Auxiliar de Empresas Elétricas Brasileiras                    | CAEEB                   | Ministério da Infraestrutura                        | 31 de outubro de 1972   | 31 de outubro de 1972   | 12 de abril de 1990     | Extinta. |
| Siderurgia Brasileira                                                   | SIDERBRÁS               | Ministério da Infraestrutura                        | 17 de julho de 1973     | 17 de julho de 1973     | 12 de abril de 1990     | Extinta. |
| Companhia Brasileira de Projetos Industriais                            | COBRAPI                 | Ministério da Infraestrutura                        | 7 de março de 1988      | 7 de março de 1988      | 12 de abril de 1990     | Extinta. |
| Companhia Brasileira de Infraestrutura Fazendária                       | INFAZ                   | Ministério da Fazenda                               | 16 de janeiro de 1985   | 16 de janeiro de 1985   | 12 de abril de 1990     | Extinta. |
| Empresa de Portos do Brasil                                             | PORTOBRÁS               | Ministério da Infraestrutura                        | 29 de dezembro de 1975  | 29 de dezembro de 1975  | 12 de abril de 1990     | Extinta. |
| Banco Nacional de Crédito Cooperativo                                   | BNCC                    | Ministério da Fazenda                               | 1951                    | 1951                    | 12 de abril de 1990     | Extinta. |
| Empresa Brasileira de Assistência Técnica e Extensão Rural              | EMBRATER                | Ministério da Agricultura                           | 6 de novembro de 1974   | 14 de fevereiro de 1975 | 12 de abril de 1990     | Extinta. |
| Companhia Brasileira de Alimentos                                       | COBAL                   | Ministério da Agricultura                           | 26 de setembro de 1962  | 26 de setembro de 1962  | 1 de janeiro de 1991    | Extinta. Transformada em Companhia Nacional de Abastecimento.                                                         |
| Companhia Brasileira de Armazenamento                                   | CIBRAZEM                | Ministério da Agricultura                           | 26 de setembro de 1962  | 26 de setembro de 1962  | 1 de janeiro de 1991    | Extinta. Transformada em Companhia Nacional de Abastecimento.                                                         |
| Companhia de Financiamento da Produção                                  | CFP                     | Ministério da Agricultura                           | 21 de janeiro de 1943   | 21 de janeiro de 1943   | 1 de janeiro de 1991    | Extinta. Transformada em Companhia Nacional de Abastecimento.                                                         |
| Empresa Brasileira de Turismo                                           | EMBRATUR                | Ministério da Fazenda                               | 18 de novembro de 1966  | 18 de novembro de 1966  | 28 de março de 1991     | Extinta. Atualmente transformada em serviço social autônomo.                                                          |
| Empresa Brasileira de Transportes Urbanos                               | EBTU                    | Ministério da Infraestrutura                        | 14 de novembro de 1975  | 14 de novembro de 1975  | 15 de outubro de 1991   | Extinta. |
| Usinas Siderurgicas de Minas Gerais                                     | USIMINAS                | Ministério da Infraestrutura                        | 25 de abril de 1956     | 25 de abril de 1956     | 24 de outubro de 1991   | Privatizada. Atualmente é uma empresa independente.                                                                   |
| Material Ferroviário                                                    | MAFERSA                 | Ministério da Fazenda                               | 31 de janeiro de 1944   | 31 de janeiro de 1944   | 11 de novembro de 1991  | Privatizada. Sua atual sucessora é a empresa privada Alstom.                                                          |
| Companhia Eletromecânica                                                | CELMA                   | Ministério da Aeronáutica                           | 1951                    | 1951                    | 19 de novembro de 1991  | Privatizada. Sua atual sucessora é a empresa privada GE Celma, empresa da General Electric.                           |
| Aços Finos Piratini                                                     | AFP                     | Ministério da Infraestrutura                        | 12 de dezembro de 1961  | 12 de dezembro de 1961  | 14 de fevereiro de 1992 | Privatizada. Sua atual sucessora é a empresa privada Gerdau Aços Finos Piratini, empresa do grupo Gerdau.             |
| Petroflex Indústria e Comércio                                          | PETROFLEX               | Ministério da Infraestrutura                        | 1977                    | 1977                    | 10 de abril de 1992     | Privatizada. Sua atual sucessora é a empresa privada Lanxess.                                                         |
| Companhia Petroquímica do Sul                                           | COPESUL                 | Ministério da Infraestrutura                        | 1976                    | 1976                    | 15 de maio de 1992      | Privatizada. Sua atual sucessora é a empresa privada Braskem.                                                         |
| Companhia Nacional de Álcalis                                           | CNA                     | Ministério da Infraestrutura                        | 20 de julho de 1943     | 20 de julho de 1943     | 15 de julho de 1992     | Privatizada. Atualmente sua fábrica está desativada.                                                                  |
| Fertilizantes Fosfatados                                                | FOSFÉRTIL               | Ministério da Infraestrutura                        | fevereiro de 1977       | fevereiro de 1977       | 12 de agosto de 1992    | Privatizada. Sua atual sucessora é a empresa privada Mosaic Fertilizantes, empresa da The Mosaic Company.             |
| Companhia Siderúrgica de Tubarão                                        | CST                     | Ministério da Infraestrutura                        | 1976                    | 1976                    | 16 de julho de 1992     | Privatizada. Sua atual sucessora é a empresa privada ArcelorMittal Tubarão, empresa da ArcelorMittal Brasil.          |
| Companhia Aços Especiais de Itabira                                     | ACESITA                 | Ministério da Fazenda                               | 31 de outubro de 1944   | 31 de outubro de 1944   | 23 de outubro de 1992   | Privatizada. Sua atual sucessora é a empresa privada Aperam South America, empresa da Aperam.                         |
| Companhia Siderúrgica Nacional                                          | CSN                     | Ministério de Minas e Energia                       | 9 de abril de 1941      | 9 de abril de 1941      | 2 de abril de 1993      | Privatizada. Atualmente é uma empresa independente.                                                                   |
| Companhia Siderúrgica Paulista                                          | COSIPA                  | Ministério de Minas e Energia                       | 18 de dezembro de 1953  | 18 de dezembro de 1953  | 20 de agosto de 1993    | Privatizada. Sua atual sucessora é a empresa privada Usiminas.                                                        |
| Aço Minas Gerais                                                        | AÇOMINAS                | Ministério de Minas e Energia                       | 12 de setembro de 1963  | 12 de setembro de 1963  | 10 de setembro de 1993  | Privatizada. Sua atual sucessora é a empresa privada Gerdau Açominas, empresa do grupo Gerdau.                        |
| Nuclebrás Enriquecimento Isotópico                                      | NUCLEI                  | Ministério da Ciência e Tecnologia                  | 16 de dezembro de 1975  | 16 de dezembro de 1975  | 1994                    | Extinta. Seus ativos foram incorporados pela Indústrias Nucleares do Brasil.                                          |
| Petroquímica União                                                      | PQU                     | Ministério de Minas e Energia                       | 15 de junho de 1972     | 15 de junho de 1972     | 24 de janeiro de 1994   | Privatizada. Sua atual sucessora é a empresa privada Braskem.                                                         |
| Indústria Carboquímica Catarinense                                      | ICC                     | Ministério de Minas e Energia                       | 16 de junho de 1969     | 4 de julho de 1969      | fevereiro de 1994       | Liquidada em assembleia.                                                                                              |
| Empresa Brasileira de Aeronáutica                                       | EMBRAER                 | Ministério da Aeronáutica                           | 19 de agosto de 1969    | 19 de agosto de 1969    | 7 de dezembro de 1994   | Privatizada. Atualmente é uma empresa independente.                                                                   |
| Espírito Santo Centrais Elétricas                                       | ESCELSA                 | Ministério de Minas e Energia                       | 1950                    | 1950                    | 11 de julho de 1995     | Privatizada. Sua atual sucessora é a empresa privada EDP Espírito Santo, empresa da EDP Brasil.                       |
| Telecomunicações Aeronáuticas                                           | TASA                    | Ministério da Aeronáutica                           | 16 de janeiro de 1967   | 17 de outubro de 1969   | 8 de novembro de 1995   | Extinta. Seus ativos foram incorporados pela Infraero.                                                                |
| Light Serviços de Eletricidade                                          | LIGHT                   | Ministério de Minas e Energia                       | 30 de maio de 1905      | 30 de maio de 1905      | 21 de maio de 1996      | Privatizada. Atualmente é uma empresa independente.                                                                   |
| Companhia Vale do Rio Doce                                              | CVRD                    | Ministério de Minas e Energia                       | 1 de junho de 1942      | 1 de junho de 1942      | 6 de maio de 1997       | Privatizada. Atualmente é uma empresa independente.                                                                   |
| Nuclebrás Engenharia                                                    | NUCLEN                  | Ministério da Ciência e Tecnologia                  | 16 de dezembro de 1975  | 16 de dezembro de 1975  | 23 de maio de 1997      | Extinta. Transformada em Eletronuclear.                                                                               |
| Companhia de Navegação Lloyd Brasileiro                                 | LB                      | Ministério dos Transportes                          | 19 de fevereiro de 1894 | 19 de fevereiro de 1894 | 15 de outubro de 1997   | Extinta. |
| Banco Meridional do Brasil                                              | MERIDIONAL              | Ministério da Fazenda                               | 24 de maio de 1985      | 7 de agosto de 1985     | 4 de dezembro de 1997   | Privatizado. Seu atual sucessor é o banco privado Santander.                                                          |
| Petrobras Fertilizantes                                                 | PETROFÉRTIL             | Ministério de Minas e Energia                       | 1976                    | 1976                    | maio de 1998            | Extinta. Transformada em Gaspetro (hoje Commit Gás)                                                                   |
| Telecomunicações de São Paulo                                           | TELESP                  | Ministério das Comunicações                         | 12 de abril de 1973     | 30 de maio de 1973      | 29 de julho de 1998     | Privatizada. Sua atual sucessora é a empresa privada Telefônica Brasil (usa como marca comercial o nome Vivo).        |
| Companhia Telefônica da Borda do Campo                                  | CTBC                    | Ministério das Comunicações                         | 22 de março de 1954     | 22 de março de 1954     | 29 de julho de 1998     | Privatizada. Sua atual sucessora é a empresa privada Telefônica Brasil (usa como marca comercial o nome Vivo).        |
| Telecomunicações do Rio de Janeiro                                      | TELERJ                  | Ministério das Comunicações                         | 22 de fevereiro de 1976 | 22 de fevereiro de 1976 | 29 de julho de 1998     | Privatizada. Sua atual sucessora é a empresa privada Oi (antiga Telemar).                                             |
| Telecomunicações de Brasília                                            | TELEBRASÍLIA            | Ministério das Comunicações                         | 1960                    | 1960                    | 29 de julho de 1998     | Privatizada. Sua atual sucessora é a empresa privada Oi (antiga Brasil Telecom).                                      |
| Telecomunicações de Minas Gerais                                        | TELEMIG                 | Ministério das Comunicações                         | 1953                    | 1953                    | 29 de julho de 1998     | Privatizada. Sua atual sucessora é a empresa privada Oi (antiga Telemar).                                             |
| Telecomunicações do Paraná                                              | TELEPAR                 | Ministério das Comunicações                         | 1963                    | 1963                    | 29 de julho de 1998     | Privatizada. Sua atual sucessora é a empresa privada Oi (antiga Brasil Telecom).                                      |
| Telecomunicações da Bahia                                               | TELEBAHIA               | Ministério das Comunicações                         | 1973                    | 1973                    | 29 de julho de 1998     | Privatizada. Sua atual sucessora é a empresa privada Oi (antiga Telemar).                                             |
| Telecomunicações de Pernambuco                                          | TELPE                   | Ministério das Comunicações                         | 1958                    | 1958                    | 29 de julho de 1998     | Privatizada. Sua atual sucessora é a empresa privada Oi (antiga Telemar).                                             |
| Telecomunicações do Ceará                                               | TELECEARÁ               | Ministério das Comunicações                         | 1971                    | 1971                    | 29 de julho de 1998     | Privatizada. Sua atual sucessora é a empresa privada Oi (antiga Telemar).                                             |
| Telecomunicações do Amazonas                                            | TELAMAZON               | Ministério das Comunicações                         | 1965                    | 1965                    | 29 de julho de 1998     | Privatizada. Sua atual sucessora é a empresa privada Oi (antiga Telemar).                                             |
| Telecomunicações do Pará                                                | TELEPARÁ                | Ministério das Comunicações                         | 1972                    | 1972                    | 29 de julho de 1998     | Privatizada. Sua atual sucessora é a empresa privada Oi (antiga Telemar).                                             |
| Telecomunicações de Goiás                                               | TELEGOIÁS               | Ministério das Comunicações                         | 1943                    | 1943                    | 29 de julho de 1998     | Privatizada. Sua atual sucessora é a empresa privada Oi (antiga Brasil Telecom).                                      |
| Telecomunicações de Alagoas                                             | TELASA                  | Ministério das Comunicações                         | 1958                    | 1958                    | 29 de julho de 1998     | Privatizada. Sua atual sucessora é a empresa privada Oi (antiga Telemar).                                             |
| Telecomunicações do Amapá                                               | TELEAMAPÁ               | Ministério das Comunicações                         | 1965                    | 1965                    | 29 de julho de 1998     | Privatizada. Sua atual sucessora é a empresa privada Oi (antiga Telemar).                                             |
| Telecomunicações do Espírito Santo                                      | TELEST                  | Ministério das Comunicações                         | 1951                    | 1951                    | 29 de julho de 1998     | Privatizada. Sua atual sucessora é a empresa privada Oi (antiga Telemar).                                             |
| Telecomunicações do Maranhão                                            | TELMA                   | Ministério das Comunicações                         | 1966                    | 1966                    | 29 de julho de 1998     | Privatizada. Sua atual sucessora é a empresa privada Oi (antiga Telemar).                                             |
| Telecomunicações da Paraíba                                             | TELPA                   | Ministério das Comunicações                         | 1958                    | 1958                    | 29 de julho de 1998     | Privatizada. Sua atual sucessora é a empresa privada Oi (antiga Telemar).                                             |
| Telecomunicações do Piauí                                               | TELEPISA                | Ministério das Comunicações                         | 1960                    | 1960                    | 29 de julho de 1998     | Privatizada. Sua atual sucessora é a empresa privada Oi (antiga Telemar).                                             |
| Telecomunicações do Rio Grande do Norte                                 | TELERN                  | Ministério das Comunicações                         | 1964                    | 1964                    | 29 de julho de 1998     | Privatizada. Sua atual sucessora é a empresa privada Oi (antiga Telemar).                                             |
| Telecomunicações de Roraima                                             | TELAIMA                 | Ministério das Comunicações                         | 1973                    | 1973                    | 29 de julho de 1998     | Privatizada. Sua atual sucessora é a empresa privada Oi (antiga Telemar).                                             |
| Telecomunicações de Sergipe                                             | TELERGIPE               | Ministério das Comunicações                         | 1957                    | 1957                    | 29 de julho de 1998     | Privatizada. Sua atual sucessora é a empresa privada Oi (antiga Telemar).                                             |
| Telecomunicações do Acre                                                | TELEACRE                | Ministério das Comunicações                         | 1973                    | 1973                    | 29 de julho de 1998     | Privatizada. Sua atual sucessora é a empresa privada Oi (antiga Brasil Telecom).                                      |
| Telecomunicações de Mato Grosso                                         | TELEMAT                 | Ministério das Comunicações                         | 1972                    | 1972                    | 29 de julho de 1998     | Privatizada. Sua atual sucessora é a empresa privada Oi (antiga Brasil Telecom).                                      |
| Telecomunicações de Mato Grosso do Sul                                  | TELEMS                  | Ministério das Comunicações                         | 1986                    | 1986                    | 29 de julho de 1998     | Privatizada. Sua atual sucessora é a empresa privada Oi (antiga Brasil Telecom).                                      |
| Telecomunicações de Rondônia                                            | TELERON                 | Ministério das Comunicações                         | 1960                    | 1960                    | 29 de julho de 1998     | Privatizada. Sua atual sucessora é a empresa privada Oi (antiga Brasil Telecom).                                      |
| Telecomunicações de Santa Catarina                                      | TELESC                  | Ministério das Comunicações                         | 1972                    | 1972                    | 29 de julho de 1998     | Privatizada. Sua atual sucessora é a empresa privada Oi (antiga Brasil Telecom).                                      |
| Companhia Telefônica Melhoramento e Resistência                         | CTMR                    | Ministério das Comunicações                         | 1922                    | 1922                    | 29 de julho de 1998     | Privatizada. Sua atual sucessora é a empresa privada Oi (antiga Brasil Telecom).                                      |
| Empresa Brasileira de Telecomunicações                                  | EMBRATEL                | Ministério das Comunicações                         | 16 de setembro de 1965  | 16 de setembro de 1965  | 29 de julho de 1998     | Privatizada. Sua atual sucessora é a empresa privada Claro, empresa da América Móvil.                                 |
| Centro de Pesquisa e Desenvolvimento em Telecomunicações                | CPqD                    | Ministério das Comunicações                         | 1976                    | 1976                    | 29 de julho de 1998     | Privatizada. Atualmente é uma empresa independente.                                                                   |
| Centrais Geradoras do Sul do Brasil                                     | GERASUL                 | Ministério de Minas e Energia                       | dezembro de 1997        | dezembro de 1997        | 15 de setembro de 1998  | Privatizada. Sua atual sucessora é a empresa privada Engie Brasil, empresa da Engie.                                  |
| Datamec – Sistemas de Processamento de Dados                            | DATAMEC                 | Ministério da Fazenda                               | 12 de novembro de 1959  | 12 de novembro de 1959  | 23 de junho de 1999     | Privatizada. Sua atual sucessora é a empresa privada Unisys.                                                          |
| Rede Ferroviária Federal                                                | RFFSA                   | Ministério dos Transportes                          | 16 de março de 1957     | 16 de março de 1957     | 7 de dezembro de 1999   | Extinta. |
| Rede Federal de Armazéns Gerais Ferroviários                            | AGEF                    | Ministério dos Transportes                          | 16 de março de 1957     | 16 de março de 1957     | 2001                    | Extinta. |
| Petrobras Internacional                                                 | BRASPETRO               | Ministério de Minas e Energia                       | 1972                    | 1972                    | 2002                    | Incorporada pela Petrobrás.                                                                                           |
| Companhia de Navegação do São Francisco                                 | FRANAVE                 | Ministério dos Transportes                          | 24 de janeiro de 1963   | 24 de janeiro de 1963   | 20 de janeiro de 2007   | Extinta. |
| Empresa Brasileira de Planejamento de Transportes                       | GEIPOT                  | Ministério dos Transportes                          | 11 de outubro de 1965   | 11 de outubro de 1965   | 9 de maio de 2008       | Extinta. |
| Empresa Brasileira de Comunicação                                       | RADIOBRÁS               | Ministério das Comunicações                         | 15 de dezembro de 1975  | 15 de dezembro de 1975  | 12 de junho de 2008     | Extinta. Sua atual sucessora é a EBC.                                                                                 |
| BB COR Participações                                                    | BB COR                  | Ministério da Fazenda                               | 17 de dezembro de 2012  | 20 de dezembro de 2012  |                         | Incorporada pela BB Corretora.                                                                                        |
| Nossa Caixa Capitalização                                               | BNC CAPITALIZAÇÃO       | Ministério da Fazenda                               | 3 de agosto de 2004     | 3 de agosto de 2004     |                         | |
| Brasoil Oil Services Company Nigeria Limited                            | BRASOIL NIGERIA         | Ministério de Minas e Energia                       | 30 de setembro de 1999  | 30 de setembro de 1999  |                         | 50% vendida pela Petrobras.                                                                                           |
| Companhia de Recuperação Secundária                                     | CRSEC                   | Ministério de Minas e Energia                       | 1° de junho de 2001     | 15 de junho de 2012     |                         | Incorporada pela Petrobrás.                                                                                           |
| Downstream Participações                                                | DOWNSTREAM              | Ministério de Minas e Energia                       | 21 de novembro de 2000  | 21 de novembro de 2000  |                         | Incorporada pela Petrobras.                                                                                           |
| Estação Transmissora de Energia                                         | ETE                     | Ministério de Minas e Energia                       | 10 de novembro de 2008  | 10 de novembro de 2008  |                         | |
| Petroleo Brasileiro Nigeria Limited                                     | PBN                     | Ministério de Minas e Energia                       | 15 de outubro de 1997   | 15 de outubro de 1997   |                         | 50% vendida pela Petrobras.                                                                                           |
| Petrobras Colombia Limited                                              | PEC                     | Ministério de Minas e Energia                       | 2 de julho de 1984      | 2 de julho de 1984      |                         | |
| Petrobras Tanzânia LTD.                                                 | PETAN                   | Ministério de Minas e Energia                       | 28 de maio de 2004      | 28 de maio de 2005      |                         | 50% vendida pela Petrobras.                                                                                           |
| Petrobras Participaciones, S.L.                                         | PPSL                    | Ministério de Minas e Energia                       | 30 de setembro de 2002  | 30 de setembro de 2002  |                         | Extinta. |
| Telebras Copa                                                           | TELEBRÁS COPA           | Ministério das Comunicações                         | 7 de novembro de 2012   | 7 de fevereiro de 2013  |                         | Incorporada pela Telebrás.                                                                                            |
| Petrobras Química                                                       | PETROQUISA              | Ministério de Minas e Energia                       | 1967                    | 1967                    | 2012                    | Incorporada pela Petrobras.                                                                                           |
| Energética Camaçari Muricy I                                            | ECM 1                   | Ministério de Minas e Energia                       | 22 de janeiro de 2007   | 22 de janeiro de 2007   | 30 de setembro de 2013  | Incorporada pela Petrobras.                                                                                           |
| SFE - Sociedade Fluminense de Energia                                   | SFE                     | Ministério de Minas e Energia                       | 17 de julho de 1998     | 19 de agosto de 1998    | 30 de setembro de 2013  | Incorporada pela Petrobrás.                                                                                           |
| IRB Brasil Resseguros                                                   | IRB BRASIL RE           | Ministério da Fazenda                               | 1939                    | 1939                    | 1º de outubro de 2013   | Privatizada. Atualmente é uma empresa independente.                                                                   |
| Rio Branco Transmissora de Energia                                      | RBTE                    | Ministério de Minas e Energia                       | 21 de julho de 2009     | 28 de fevereiro de 2011 | 30 de dezembro de 2013  | Incorporada pela Eletronorte.                                                                                         |
| Termoaçu                                                                | TERMOAÇU                | Ministério de Minas e Energia                       | 25 de abril de 2000     | 25 de abril de 2000     | 2 de abril de 2014      | Incorporada pela Petrobras.                                                                                           |
| Termoceará                                                              | TERMOCEARÁ              | Ministério de Minas e Energia                       | 25 de abril de 2001     | 1º de agosto de 2001    | 2 de abril de 2014      | Incorporada pela Petrobras.                                                                                           |
| Companhia Locadora de Equipamentos Petrolíferos                         | CLEP                    | Ministério de Minas e Energia                       | 16 de setembro de 2003  | 16 de setembro de 2003  | 2 de abril de 2014      | Incorporada pela Petrobras.                                                                                           |
| Innova                                                                  | INNOVA                  | Ministério de Minas e Energia                       | 28 de abril de 1997     | 28 de abril de 1997     | 1° de outubro de 2014   | Vendida pela Petrobras.                                                                                               |
| Arembepe Energia                                                        | AREMBEPE                | Ministério de Minas e Energia                       | 23 de janeiro de 2007   | 23 de janeiro de 2007   | 29 de janeiro de 2015   | Incorporada pela Petrobras.                                                                                           |
| Companhia Petroquímica de Pernambuco                                    | PETROQUÍMICASUAPE       | Ministério de Minas e Energia                       | 11 de abril de 2006     | 11 de abril de 2006     | 30 de abril de 2018     | Vendida. |
| Companhia Integrada Têxtil de Pernambuco                                | CITEPE                  | Ministério de Minas e Energia                       | 14 de julho de 2006     | 14 de julho de 2006     | 30 de abril de 2018     | Vendida. |
| Companhia Energética do Piauí                                           | CEPISA                  | Ministério de Minas e Energia                       | 1° de dezembro de 1959  | 8 de agosto de 1962     | 26 de julho de 2018     | Vendida. |
| Centrais Elétricas de Rondônia                                          | CERON                   | Ministério de Minas e Energia                       | 4 de novembro de 1968   | 1 de dezembro de 1969   | 30 de outubro de 2018   | Vendida. |
| Companhia de Eletricidade do Acre                                       | ELETROACRE              | Ministério de Minas e Energia                       | 17 de dezembro de 1965  | 20 de agosto de 1968    | 30 de outubro de 2018   | Vendida. |
| Companhia Energética de Alagoas                                         | CEAL                    | Ministério de Minas e Energia                       | 8 de abril de 1959      | 17 de agosto de 1960    | 28 de dezembro de 2018  | Vendida. |
| Amazonas Distribuidora de Energia                                       | AmE                     | Ministério de Minas e Energia                       | 23 de dezembro de 1997  | 4 de fevereiro de 1998  | 10 de dezembro de 2018  | Vendida. |
| Boa Vista Energia                                                       | BOVESA                  | Ministério de Minas e Energia                       | 13 de novembro de 1997  | 23 de dezembro de 1997  | 10 de dezembro de 2018  | Vendida. |
| BBTUR Viagens e Turismo                                                 | BB TURISMO              | Ministério da Economia                              | 31 de março de 1982     | 8 de novembro de 1982   | 10 de junho de 2019     | Liquidada. |
| Transportadora Associada de Gás                                         | TAG                     | Ministério de Minas e Energia                       | 15 de janeiro de 2002   | 15 de janeiro de 2002   | 13 de junho de 2019     | Vendida. |
| Petrobras Distribuidora                                                 | BR DISTRIBUIDORA        | Ministério de Minas e Energia                       | 27 de julho de 1971     | 12 de novembro de 1971  | 24 de julho de 2019     | Vendida. |
| Uirapuru Transmissora de Energia                                        | UIRAPURU                | Ministério de Minas e Energia                       | 27 de outubro de 2004   | 11 de novembro de 2004  | 25 de julho de 2019     | Vendida pela Eletrobras.                                                                                              |
| Petrobrás Logística de Gás                                              | LOGIGAS                 | Ministério de Minas e Energia                       | 10 de dezembro de 2015  | 10 de dezembro de 2015  | 22 de outubro de 2019   | Incorporada pela Petrobras.                                                                                           |
| ELETROSUL Centrais Elétricas                                            | ELETROSUL               | Ministério de Minas e Energia                       | 23 de abril de 1969     | 23 de dezembro de 1968  | 2 de janeiro de 2020    | Incorporada pela CGTEE.                                                                                               |
| BNDES Limited Londres/UK                                                | BNDES LIMITED           | Ministério da Fazenda                               | 18 de fevereiro de 2009 | 2 de fevereiro de 2009  | 24 de abril de 2020     | Liquidada. |
| Stratura Asfaltos                                                       | STRATURA ASFALTOS       | Ministério de Minas e Energia                       | 3 de junho de 1972      | 13 de junho de 1972     | 18 de agosto de 2020    | Vendida. |
| Companhia Docas do Maranhão                                             | CODOMAR                 | Ministério da Infraestrutura                        | 28 de dezembro de 1973  | 4 de março de 1974      | 9 de setembro de 2020   | Liquidada. |
| Caixa Participações                                                     | CAIXAPAR                | Ministério da Economia                              | 28 de outubro de 2008   | 31 de março de 2009     | 9 de outubro de 2020    | Incorporada pela CEF.                                                                                                 |
| Petrobras Negócios Eletrônicos                                          | e‐PETRO                 | Ministério de Minas e Energia                       | 12 de abril de 2002     | 12 de abril de 2002     | 10 de outubro de 2020   | Incorporada pela Petrobras.                                                                                           |
| Companhia de Armazéns e Silos do Estado de Minas Gerais                 | CASEMG                  | Ministério da Agricultura, Pecuária e Abastecimento | 6 de setembro de 1957   | 6 de setembro de 1957   | 17 de novembro de 2020  | Extinta. |
| Eólica Chuí IX                                                          | EÓLICA CHUÍ IX          | Ministério de Minas e Energia                       | 2 de janeiro de 2014    | 2 de janeiro de 2014    | 30 de novembro de 2020  | Vendida. |
| Eólica Hermenegildo I                                                   | EÓLICA HERMENEGILDO I   | Ministério de Minas e Energia                       | 2 de janeiro de 2014    | 2 de janeiro de 2014    | 30 de novembro de 2020  | Vendida. |
| Eólica Hermenegildo II                                                  | EÓLICA HERMENEGILDO II  | Ministério de Minas e Energia                       | 2 de janeiro de 2014    | 2 de janeiro de 2014    | 30 de novembro de 2020  | Vendida. |
| Eólica Hermenegildo II                                                  | EÓLICA HERMENEGILDO III | Ministério de Minas e Energia                       | 2 de janeiro de 2014    | 2 de janeiro de 2014    | 30 de novembro de 2020  | Vendida. |
| BESC Distribuidora de Títulos e Valores Mobiliários                     | BESCVAL                 | Ministério da Economia                              | 3 de maio de 1971       | 3 de maio de 1971       | 9 de dezembro de 2020   | Incorporada pelo Banco do Brasil.                                                                                     |
| Liquigás Distribuidora                                                  | LIQUIGÁS                | Ministério de Minas e Energia                       | 21 de dezembro de 2004  | 21 de dezembro de 2004  | 23 de dezembro de 2020  | Vendida. |
| Geradora Eólica Arara Azul                                              | ARARA AZUL              | Ministério de Minas e Energia                       | 29 de março de 2016     | 29 de março de 2016     | 6 de janeiro de 2021    | Incorporada pela Geradora Eólica Ventos de Angelim S.A.                                                               |
| Geradora Eólica Bentevi                                                 | BENTEVI                 | Ministério de Minas e Energia                       | 29 de março de 2016     | 29 de março de 2016     | 6 de janeiro de 2021    | Incorporada pela Geradora Eólica Ventos de Angelim S.A.                                                               |
| Geradora Eólica Ouro Verde I                                            | OURO VERDE I            | Ministério de Minas e Energia                       | 29 de março de 2016     | 29 de março de 2016     | 6 de janeiro de 2021    | Incorporada pela Geradora Eólica Ventos de Angelim S.A.                                                               |
| Geradora Eólica Ouro Verde II                                           | OURO VERDE II           | Ministério de Minas e Energia                       | 29 de março de 2016     | 29 de março de 2016     | 6 de janeiro de 2021    | Incorporada pela Geradora Eólica Ventos de Angelim S.A.                                                               |
| Geradora Eólica Ouro Verde III                                          | OURO VERDE III          | Ministério de Minas e Energia                       | 29 de março de 2016     | 29 de março de 2016     | 6 de janeiro de 2021    | Incorporada pela Geradora Eólica Ventos de Angelim S.A.                                                               |
| Geradora Eólica Ventos de Santa Rosa                                    | VENTOS DE SANTA ROSA    | Ministério de Minas e Energia                       | 29 de março de 2016     | 29 de março de 2016     | 6 de janeiro de 2021    | Incorporada pela Geradora Eólica Ventos de Angelim S.A.                                                               |
| Geradora Eólica Ventos de Uirapuru                                      | VENTOS DE UIRAPURU      | Ministério de Minas e Energia                       | 29 de março de 2016     | 29 de março de 2016     | 6 de janeiro de 2021    | Incorporada pela Geradora Eólica Ventos de Angelim S.A.                                                               |
| Transmissora Sul Brasileira de Energia                                  | TSBE                    | Ministério de Minas e Energia                       | 19 de dezembro de 2011  | 19 de dezembro de 2011  | 11 de janeiro de 2021   | Incorporada pela CGT Eletrosul.                                                                                       |
| Eólica Mangue Seco 2 Geradora e Comercializadora de Energia Elétrica    | MANGUE SECO 2           | Ministério de Minas e Energia                       | 12 de fevereiro de 2010 | 12 de fevereiro de 2010 | 31 de maio de 2021      | Vendida. |
| Amazonas Geração e Transmissão de Energia                               | AmGT                    | Ministério de Minas e Energia                       | 4 de abril de 2013      | 4 de abril de 2013      | 1º de julho de 2021     | Incorporada pela Eletronorte.                                                                                         |
| Breitener Energética                                                    | BREITENER               | Ministério de Minas e Energia                       | 13 de dezembro de 2001  | 13 de janeiro de 2001   | 11 de novembro de 2021  | Vendida. |
| Breitener Jaraqui                                                       | BREITENER JARAQUI       | Ministério de Minas e Energia                       | 10 de maio de 2005      | 10 de maio de 2005      | 11 de novembro de 2021  | Vendida. |
| Breitener Tambaqui                                                      | BREITENER TAMBAQUI      | Ministério de Minas e Energia                       | 10 de maio de 2005      | 10 de maio de 2005      | 11 de novembro de 2021  | Vendida. |
| Refinaria de Mataripe                                                   | RLAM                    | Ministério de Minas e Energia                       | 30 de abril de 2021     | 30 de abril de 2021     | 30 de novembro de 2021  | Vendida. |
| Transmissora Sul Litorânea de Energia                                   | TSLE                    | Ministério de Minas e Energia                       | 20 de junho de 2012     | 20 de junho de 2012     | 6 de abril de 2022      | Incorporada pela CGT Eletrosul.                                                                                       |
| Centrais Elétricas Brasileiras                                          | ELETROBRAS              | Ministério de Minas e Energia                       | 25 de abril de 1961     | 13 de junho de 1962     | 14 de junho de 2022     | Vendida. |
| Brasil Ventos Energia                                                   | BRASIL VENTOS           | Ministério de Minas e Energia                       | 13 de janeiro de 2016   | 13 de janeiro de 2016   | 14 de junho de 2022     | Vendida. |
| Centrais Elétricas do Norte do Brasil                                   | ELETRONORTE             | Ministério de Minas e Energia                       | 30 de julho de 1973     | 20 de junho de 1973     | 14 de junho de 2022     | Vendida. |
| Companhia de Geração e Transmissão de Energia Elétrica do Sul do Brasil | CGT ELETROSUL           | Ministério de Minas e Energia                       | 26 de dezembro de 1996  | 28 de julho de 1997     | 14 de junho de 2022     | Vendida. |
| Companhia Hidro Elétrica do São Francisco                               | CHESF                   | Ministério de Minas e Energia                       | 3 de outubro de 1945    | 15 de março de 1948     | 14 de junho de 2022     | Vendida. |
| Eletrobras Participações                                                | ELETROPAR               | Ministério de Minas e Energia                       | 29 de janeiro de 1996   | 29 de janeiro de 1996   | 14 de junho de 2022     | Vendida. |
| Centro de Pesquisas de Energia Elétrica                                 | CEPEL                   | Ministério de Minas e Energia                       | 25 de janeiro de 1974   | 25 de janeiro de 1974   | 14 de junho de 2022     | Vendida. |
| Energia dos Ventos IX                                                   | EDV IX                  | Ministério de Minas e Energia                       | 3 de maio de 2016       | 3 de maio de 2016       | 14 de junho de 2022     | Vendida. |
| Energia dos Ventos V                                                    | EDV V                   | Ministério de Minas e Energia                       | 3 de maio de 2016       | 3 de maio de 2016       | 14 de junho de 2022     | Vendida. |
| Energia dos Ventos VI                                                   | EDV VI                  | Ministério de Minas e Energia                       | 3 de maio de 2016       | 3 de maio de 2016       | 14 de junho de 2022     | Vendida. |
| Energia dos Ventos VII                                                  | EDV VII                 | Ministério de Minas e Energia                       | 3 de maio de 2016       | 3 de maio de 2016       | 14 de junho de 2022     | Vendida. |
| Energia dos Ventos VIII                                                 | EDV VIII                | Ministério de Minas e Energia                       | 3 de maio de 2016       | 3 de maio de 2016       | 14 de junho de 2022     | Vendida. |
| FURNAS Centrais Elétricas                                               | FURNAS                  | Ministério de Minas e Energia                       | 28 de fevereiro de 1957 | 28 de fevereiro de 1957 | 14 de junho de 2022     | Vendida. |
| Geradora Eólica Ventos de Angelim                                       | VENTOS DE ANGELIM       | Ministério de Minas e Energia                       | 29 de março de 2016     | 29 de março de 2016     | 14 de junho de 2022     | Vendida. |
| Petrobras Gás                                                           | GASPETRO                | Ministério de Minas e Energia                       | 26 de fevereiro de 1974 | 24 de março de 1976     | 11 de julho de 2022     | Vendida. |
| Gás Brasiliano Distribuidora                                            | GÁS BRASILIANO GBD      | Ministério de Minas e Energia                       | 9 de março de 1999      | 9 de março de 1999      | 11 de julho de 2022     | Vendida. |
| Companhia Docas do Espírito Santo                                       | CODESA                  | Secretaria de Portos                                | 9 de setembro de 1982   | 21 de fevereiro de 1983 | 5 de setembro de 2022   | Vendida. |
| Empresa de Planejamento e Logística                                     | EPL                     | Ministério da Infraestrutura                        | 4 de agosto de 2012     | 8 de agosto de 2012     | 30 de setembro de 2022  | Incorporada pela Valec (transformada na Infra S.A.).                                                                  |
| Paraná Xisto                                                            | PARANÁ XISTO            | Ministério de Minas e Energia                       | 05 de janeiro de 2021   | 05 de janeiro de 2021   | 04 de novembro de 2022  | Vendida. |
| Refinaria de Manaus                                                     | REMAN                   | Ministério de Minas e Energia                       | 20 de dezembro de 2020  | 20 de dezembro de 2020  | 30 de novembro de 2022  | Vendida. |

A empresa binacional Alcântara Cyclone Space não está na lista, mas foi extinta após cancelamento em 2015 da cooperação entre o Brasil e a Ucrânia.

## Estatais dos Governos Estaduais
Empresas estatais dos Governos Estaduais, subdividida por estado:

### Acre
Atuais
| Nome da empresa                                                       | Sigla     | Tipo                        | Criação                                        | Constituição | Referência |
| --------------------------------------------------------------------- | --------- | --------------------------- | ---------------------------------------------- | ------------ | ---------- |
| Agência de Negócios do Estado do Acre                                 | ANAC      | Sociedade de economia mista | 29 de dezembro de 2000 (Lei Estadual n° 1.351) |              | [ 85 ]     |
| Companhia de Armazéns Gerais e Entrepostos do Acre                    | CAGEACRE  | Empresa pública             | 26 de setembro de 1975 (Lei Estadual n° 564)   |              | [ 86 ]     |
| Companhia de Colonização do Acre                                      | COLONACRE | Empresa pública             | 10 de julho de 1975 (Lei Estadual n° 560)      |              | [ 87 ]     |
| Companhia de Desenvolvimento de Serviços Ambientais do Estado do Acre | CDSA      | Empresa pública             | 14 de janeiro de 2014 (Lei Estadual n° 2.850)  |              |            |
| Companhia de Desenvolvimento Industrial do Estado do Acre             | CODISACRE | Empresa pública             | 2 de julho de 1975 (Lei Estadual n° 559)       |              | [ 88 ]     |
| Companhia de Habitação do Acre                                        | COHAB-AC  | Sociedade de economia mista | 17 de dezembro de 1965 (Lei Estadual n° 61)    |              | [ 89 ]     |
| Companhia de Saneamento do Estado do Acre                             | SANACRE   | Sociedade de economia mista | 1º de outubro de 1971 (Lei Estadual n° 454)    |              | [ 90 ]     |
| Companhia Industrial de Laticínios do Acre                            | CILA      | Sociedade de economia mista |                                                |              |            |
| Empresa de Assistência Técnica e Extensão Rural do Acre               | EMATER-AC | Empresa pública             | 26 de setembro de 1975 (Lei Estadual n° 563)   |              | [ 91 ]     |
| Empresa de Processamento de Dados do Acre                             | ACREDATA  | Empresa pública             | 6 de maio de 1977 (Lei Estadual n° 608)        |              | [ 92 ]     |

Privatizadas/federalizadas/extintas/em liquidação
| Nome da empresa                                               | Sigla      | Tipo                        | Criação                                     | Constituição         | Transferência         | Situação atual                                                                                 | Referência    |
| ------------------------------------------------------------- | ---------- | --------------------------- | ------------------------------------------- | -------------------- | --------------------- | ---------------------------------------------------------------------------------------------- | ------------- |
| Administradora da Zona de Processamento de Exportação do Acre | AZPE/AC    | Sociedade de economia mista | 30 de julho de 2010 (Lei Estadual n° 2.296) |                      | 17 de abril de 2021   | Privatizada. Adquirida pela China Haiying do Brasil.                                           | [ 93 ] [ 94 ] |
| Banco do Estado do Acre                                       | BANACRE    | Sociedade de economia mista | 1962                                        |                      |                       | Em liquidação.                                                                                 |               |
| Companhia de Eletricidade do Acre                             | ELETROACRE | Sociedade de economia mista | 17 de dezembro de 1965 (Lei Estadual n° 60) | 20 de agosto de 1968 | 30 de janeiro de 1998 | Privatizada. Sua atual sucessora é a empresa privada Energisa Acre, empresa do Grupo Energisa. | [ 95 ]        |

### Alagoas
Atuais
| Nome da empresa                                        | Sigla         | Tipo                        | Criação                                        | Constituição | Referência |
| ------------------------------------------------------ | ------------- | --------------------------- | ---------------------------------------------- | ------------ | ---------- |
| Agência de Fomento de Alagoas                          | DESENVOLVE    | Sociedade de economia mista | 16 de junho de 2004 (Lei Estadual n° 6.488)    |              |            |
| Alagoas Ativos                                         | ALAGOASATIVOS | Empresa pública             | 23 de junho de 2017 (Lei Estadual n° 7.893)    |              |            |
| Companhia Alagoana de Recursos Humanos e Patrimoniais  | CARHP         | Sociedade de economia mista | 13 de janeiro de 2000 (Lei Estadual n° 6.145)  |              | [ 96 ]     |
| Companhia de Edição, Impressão e Publicação de Alagoas | CEPAL         | Sociedade de economia mista | 15 de janeiro de 1912 (Decreto n° 537)         |              |            |
| Companhia de Saneamento de Alagoas                     | CASAL         | Sociedade de economia mista | 1º de dezembro de 1962 (Lei Estadual n° 2.491) |              |            |
| Gás de Alagoas                                         | ALGÁS         | Sociedade de economia mista | 2 de setembro de 1993 (Lei Estadual n° 5.408)  |              |            |
| Laboratório Industrial Farmacêutico de Alagoas         | LIFAL         | Sociedade de economia mista | 1º de dezembro de 1972 (Lei Estadual nº 3.247) |              |            |

Privatizadas/federalizadas/extintas
| Nome da empresa                             | Sigla   | Tipo                        | Criação                                        | Constituição | Transferência | Situação atual                                                                                                  | Referência |
| ------------------------------------------- | ------- | --------------------------- | ---------------------------------------------- | ------------ | ------------- | --- | ---------- |
| Companhia Energética de Alagoas             | CEAL    | Sociedade de economia mista | 8 de abril de 1959 (Lei Estadual nº 2.137)     | 1961         | 1997          | Privatizada. Sua atual sucessora é a empresa privada Equatorial Energia Alagoas, empresa da Equatorial Energia. | [ 97 ]     |
| Serviços de Engenharia do Estado de Alagoas | SERVEAL | Sociedade de economia mista | 25 de novembro de 1969 (Lei Estadual nº 3.065) |              |               | |            |

### Amapá
Atuais
| Nome da empresa                     | Sigla | Tipo                        | Criação                                  | Constituição                          | Referência |
| ----------------------------------- | ----- | --------------------------- | ---------------------------------------- | ------------------------------------- | ---------- |
| Agência de Fomento do Amapá         | AFAP  | Empresa pública             | 1997                                     |                                       |            |
| Companhia de Água e Esgoto do Amapá | CAESA | Sociedade de economia mista | 4 de março de 1969 (Lei Estadual nº 490) | 24 de abril de 1973 (Lei nº 6.404/76) |            |
| Companhia de Gás do Amapá           | GASAP | Sociedade de economia mista | 5 de julho de 2002 (Lei Estadual nº 705) |                                       |            |

Privatizadas/extintas/em liquidação
| Nome da empresa                    | Sigla | Tipo                        | Criação            | Constituição | Transferência    | Situação atual                                                                                                | Referência |
| ---------------------------------- | ----- | --------------------------- | ------------------ | ------------ | ---------------- | --- | ---------- |
| Banco do Estado do Amapá           | BANAP | Sociedade de economia mista | 4 de maio de 1992  |              |                  | Em liquidação.                                                                                                |            |
| Companhia de Eletricidade do Amapá | CEA   | Sociedade de economia mista | 2 de março de 1956 |              | dezembro de 2021 | Privatizada. Sua atual sucessora é a empresa privada Equatorial Energia Amapá, empresa da Equatorial Energia. |            |

### Amazonas
Atuais
| Nome da empresa                                                 | Sigla       | Tipo                        | Criação                                        | Constituição     | Referência |
| --------------------------------------------------------------- | ----------- | --------------------------- | ---------------------------------------------- | ---------------- | ---------- |
| Agência de Desenvolvimento Sustentável do Amazonas              | ADS         | Empresa pública             | 18 de maio de 2007 (Lei Delegada nº 118)       |                  |            |
| Agência de Fomento do Estado do Amazonas                        | AFEAM       | Empresa pública             | 12 de novembro de 1998 (Lei Estadual nº 2.505) |                  |            |
| Companhia Amazonense de Desenvolvimento e Mobilização de Ativos | CADA        | Empresa pública             | 27 de dezembro de 2019 (Lei n° 5.054)          |                  |            |
| Companhia de Desenvolvimento do Estado do Amazonas              | CIAMA       | Sociedade de economia mista | 8 de maio de 1995 (Lei n° 2.326)               |                  |            |
| Companhia de Gás do Amazonas                                    | CIGÁS       | Sociedade de economia mista | 8 de maio de 1995 (Lei n° 2.325)               |                  |            |
| Companhia de Saneamento do Amazonas                             | COSAMA      | Sociedade de economia mista | 13 de novembro de 1969 (Lei n° 892)            |                  |            |
| Empresa Estadual de Turismo                                     | AMAZONASTUR | Empresa pública             | 9 de maio de 2003                              |                  |            |
| Processamento de Dados Amazonas                                 | PRODAM      | Sociedade de economia mista | 10 de julho de 1970 (Lei n° 941)               | setembro de 1972 |            |

Privatizadas/extintas/em liquidação
| Nome da empresa                  | Sigla | Tipo                        | Criação                | Constituição | Transferência       | Situação atual                                                                                      | Referência |
| -------------------------------- | ----- | --------------------------- | ---------------------- | ------------ | ------------------- | --------------------------------------------------------------------------------------------------- | ---------- |
| Banco do Estado do Amazonas      | BEA   | Sociedade de economia mista | 18 de dezembro de 1956 |              | 3 de agosto de 1999 | Privatizado. Seu atual sucessor é o banco privado Bradesco.                                         |            |
| Centrais Elétricas de Manaus     | CEM   | Sociedade de economia mista | 1895                   |              | 1962                | Privatizada. Sua atual sucessora é a empresa privada Amazonas Energia, empresa da Oliveira Energia. |            |
| Companhia Energética do Amazonas | CEAM  | Sociedade de economia mista | 1963                   |              | 2008                | Privatizada. Sua atual sucessora é a empresa privada Amazonas Energia, empresa da Oliveira Energia. |            |
| Empresa Amazonense de Dendê      | EMADE | Empresa pública             | 14 de maio de 1982     |              |                     | Em liquidação.                                                                                      |            |

### Bahia
Atuais
| Nome                                                     | Sigla         | Tipo                        | Criação | Constituição           | Referências |
| -------------------------------------------------------- | ------------- | --------------------------- | --- | ---------------------- | ----------- |
| Agência de Fomento do Estado da Bahia                    | DESENBAHIA    | Sociedade de economia mista | 11 de abril de 1966 | 16 de setembro de 1966 |             |
| Companhia de Audiovisual do Estado da Bahia              | BAHIA FILMES  | Sociedade de economia mista | 14 de fevereiro de 2025 (Lei Estadual nº 14.877)                                                                                      |                        |             |
| Bahia Pesca                                              | BAHIAPESCA    | Sociedade de economia mista | 1982 |                        |             |
| Companhia Baiana de Insulina                             | BAHIAINSULINA | Sociedade de economia mista | 28 de agosto de 2020 (Lei Estadual nº 14.280)                                                                                         |                        |             |
| Companhia Baiana de Pesquisa Mineral                     | CBPM          | Sociedade de economia mista | 18 de dezembro de 1972 (Lei Estadual nº 3.093)                                                                                        |                        |             |
| Companhia de Desenvolvimento e Ação Regional             | CAR           | Empresa pública             | 3 de março de 1983 (Lei Delegada nº 30)                                                                                               |                        |             |
| Companhia de Desenvolvimento Urbano do Estado da Bahia   | CONDER        | Empresa pública             | 9 de julho de 1974 (Lei Delegada nº 8)                                                                                                |                        |             |
| Companhia de Engenharia Hídrica e de Saneamento da Bahia | CERB          | Sociedade de economia mista | 11 de maio de 1971 (Lei Estadual nº 2.929)                                                                                            | janeiro de 1972        |             |
| Companhia de Gás da Bahia                                | BAHIAGÁS      | Sociedade de economia mista | 26 de fevereiro de 1991 | 1994                   |             |
| Companhia de Processamento de Dados do Estado da Bahia   | PRODEB        | Sociedade de economia mista | 1° de outubro de 1973 (Lei Estadual nº 3.157)                                                                                         |                        |             |
| Companhia de Transportes do Estado da Bahia              | CTB           | Empresa pública             | 1999 |                        |             |
| Empresa Baiana de Águas e Saneamento                     | EMBASA        | Sociedade de economia mista | 11 de maio de 1971 (Lei Estadual n° 2.929)                                                                                            |                        |             |
| Empresa Baiana de Ativos                                 | BAHIAINVESTE  | Sociedade de economia mista | 23 de dezembro de 2015 (Lei estadual nº 13.467)                                                                                       |                        | [ 99 ]      |
| Empresa Gráfica da Bahia                                 | EGBA          | Empresa pública             | 17 de maio de 1912 (como autarquia, pela Lei Estadual n° 881) 3 de outubro de 1972 (como empresa pública, pela Lei Estadual nº 3.037) |                        |             |

Privatizadas/extintas
| Nome da empresa                              | Sigla      | Tipo                        | Criação                | Constituição | Transferência       | Situação atual                                                                                 | Referência |
| -------------------------------------------- | ---------- | --------------------------- | ---------------------- | ------------ | ------------------- | ---------------------------------------------------------------------------------------------- | ---------- |
| Banco do Estado da Bahia                     | BANEB      | Sociedade de economia mista | 1952                   |              | 1999                | Privatizado. Seu atual sucessor é o banco privado Bradesco.                                    |            |
| Companhia de Eletricidade do Estado da Bahia | COELBA     | Sociedade de economia mista | 28 de março de 1960    |              | 31 de julho de 1997 | Privatizada. Sua atual sucessora é a empresa privada Neoenergia Coelba, empresa da Neoenergia. |            |
| Empresa Baiana de Alimentos                  | EBAL       | Sociedade de economia mista | 1980                   |              | 2017                | Extinta. Sendo vendida para NGV Empreendimentos e Participações.                               |            |
| Empresa de Turismo da Bahia                  | BAHIATURSA | Sociedade de economia mista | 14 de novembro de 1968 |              | 28 de março de 2015 | Transformada em superintendência, órgão da administração pública direta.                       |            |

### Ceará
Atuais
| Nome da empresa                                                          | Sigla     | Tipo                        | Criação                                         | Constituição                                        | Referência |
| ------------------------------------------------------------------------ | --------- | --------------------------- | ----------------------------------------------- | --------------------------------------------------- | ---------- |
| Agência de Desenvolvimento do Estado do Ceará                            | ADECE     | Sociedade de economia mista |                                                 |                                                     |            |
| Centrais de Abastecimento do Ceará                                       | CEASA-CE  | Sociedade de economia mista | 9 de novembro de 1972                           |                                                     | [ 100 ]    |
| Companhia Administradora da Zona de Processamento e Exportação do Ceará  | ZPE Ceará | Sociedade de economia mista | 6 de junho de 2010                              |                                                     |            |
| Companhia Cearense de Transportes Metropolitanos                         | Metrofor  | Sociedade de economia mista | 2 de maio de 1997                               |                                                     |            |
| Companhia de Água e Esgoto do Ceará                                      | CAGECE    | Sociedade de economia mista | 20 de julho de 1971                             |                                                     |            |
| Companhia de Desenvolvimento do Complexo Industrial e Portuário do Pecém | CIPP      | Sociedade de economia mista | 1995                                            |                                                     |            |
| Companhia de Gás do Ceará                                                | CEGÁS     | Sociedade de economia mista | 5 de outubro de 1992                            | 18 de outubro de 1993                               |            |
| Companhia de Gestão dos Recursos Hídricos                                | COGERH    | Sociedade de economia mista | 18 de novembro de 1993 (Lei nº 12.217)          |                                                     |            |
| Companhia de Participação e Gestão de Ativos do Ceará                    | CearaPar  | Sociedade de economia mista | 14 de dezembro de 2018 (Lei Estadual nº 16.698) | 15 de setembro de 2021 (Decreto Estadual nº 34.238) |            |
| Empresa de Assistência Técnica e Extensão Rural do Ceará                 | Ematerce  | Empresa pública             | 16 de fevereiro de 1964                         |                                                     |            |
| Empresa de Tecnologia da Informação do Ceará                             | ETICE     | Empresa pública             | 24 de março de 2000 (Lei 13.006)                |                                                     |            |

Privatizadas/extintas
| Nome da empresa               | Sigla  | Tipo                        | Criação                                     | Constituição         | Transferência      | Situação atual                                                                                        | Referência |
| ----------------------------- | ------ | --------------------------- | ------------------------------------------- | -------------------- | ------------------ | --- | ---------- |
| Banco do Estado do Ceará      | BEC    | Sociedade de economia mista | 23 de junho de 1964                         |                      | maio de 1999       | Privatizado. Seu atual sucessor é o banco privado Bradesco.                                           |            |
| Companhia Energética do Ceará | COELCE | Sociedade de economia mista | 5 de julho de 1971 (Lei Estadual nº. 9.477) | 30 de agosto de 1971 | 2 de abril de 1996 | Privatizada. Sua atual sucessora é a empresa privada Enel Distribuição Ceará, empresa da Enel Brasil. |            |

### Distrito Federal
Atuais
| Nome da empresa                                                     | Sigla     | Tipo                        | Criação                                    | Constituição                       | Referência |
| ------------------------------------------------------------------- | --------- | --------------------------- | ------------------------------------------ | ---------------------------------- | ---------- |
| Banco de Brasília                                                   | BRB       | Sociedade de Economia Mista | 10 de dezembro de 1964                     |                                    | [ 101 ]    |
| Centrais de Abastecimento do Distrito Federal                       | Ceasa-DF  | Sociedade de Economia Mista | 1972                                       |                                    | [ 101 ]    |
| Companhia de Água e Esgoto de Brasília                              | Caesb     | Sociedade de Economia Mista | 8 de abril de 1969                         |                                    | [ 101 ]    |
| Companhia de Desenvolvimento Habitacional do Distrito Federal       | Codhab    | Empresa pública             | 25 de setembro de 2007 (Lei 4020)          |                                    | [ 101 ]    |
| Companhia de Planejamento do Distrito Federal                       | Codeplan  | Sociedade de Economia Mista | 10 de dezembro de 1964 (Lei nº. 4545)      |                                    | [ 101 ]    |
| Companhia do Metropolitano do Distrito Federal                      | Metrô-DF  | Empresa pública             | 7 de janeiro de 1992                       |                                    | [ 101 ]    |
| Companhia Energética de Brasília                                    | CEB       | Sociedade de Economia Mista | 16 de dezembro de 1968                     |                                    | [ 101 ]    |
| Companhia Imobiliária de Brasília                                   | Terracap  | Empresa pública             | 12 de dezembro de 1972 (Lei nº 5.861/1972) |                                    | [ 101 ]    |
| Companhia Urbanizadora da Nova Capital do Brasil                    | Novacap   | Empresa Pública             | 19 de setembro de 1956 (Lei nº 2874)       |                                    | [ 101 ]    |
| Empresa de Assistência Técnica e Extensão Rural do Distrito Federal | Emater-DF | Empresa pública             | 7 de dezembro de 1977 (Lei nº 6.500)       | 7 de abril de 1978 (Decreto 4.140) | [ 101 ]    |
| Proflora – Florestamento e Reflorestamento                          | Proflora  | Sociedade de Economia Mista | 28 de novembro de 2014                     |                                    | [ 101 ]    |
| Sociedade de Transportes Coletivos de Brasília                      | TCB       | Empresa Pública             | 8 de maio de 1961                          | 1º de junho de 1961                | [ 101 ]    |

Privatizadas/extintas/em liquidação
| Nome da empresa                        | Sigla | Tipo                        | Criação | Constituição | Transferência          | Situação atual                                                                                   | Referência |
| -------------------------------------- | ----- | --------------------------- | ------- | ------------ | ---------------------- | ------------------------------------------------------------------------------------------------ | ---------- |
| DF Gestão de Ativos                    | —     | Sociedade de Economia Mista | 2015    |              | 21 de dezembro de 2022 | Extinta.                                                                                         | [ 101 ]    |
| CEB Distribuição                       | CEB-D | Sociedade de Economia Mista | 2006    |              | 4 de dezembro de 2020  | Privatizada. Sua atual sucessora é a empresa privada Neoenergia Brasília, empresa da Neoenergia. | [ 102 ]    |
| Sociedade de Abastecimento de Brasília | SAB   | Empresa Pública             | 1962    |              | 2002                   | Em liquidação.                                                                                   | [ 101 ]    |

### Espírito Santo
Atuais
| Nome da empresa                                                                        | Sigla       | Tipo                        | Criação                 | Constituição            | Referência |
| -------------------------------------------------------------------------------------- | ----------- | --------------------------- | ----------------------- | ----------------------- | ---------- |
| Banco de Desenvolvimento do Espírito Santo                                             | BANDES      | Empresa pública             | 1º de fevereiro de 1967 | 20 de fevereiro de 1967 | [ 103 ]    |
| Banco do Estado do Espírito Santo                                                      | BANESTES    | Sociedade de economia mista | 15 de outubro de 1937   |                         | [ 103 ]    |
| Centrais de Abastecimento do Espírito Santo                                            | CEASA/ES    | Sociedade de economia mista | 1977                    |                         | [ 103 ]    |
| Companhia Espíritossantense de Saneamento                                              | CESAN       | Sociedade de economia mista | 1967                    |                         | [ 103 ]    |
| Companhia Estadual de Transportes Coletivos de Passageiros do Estado do Espírito Santo | CETURB - ES | Empresa pública             | 1984                    |                         | [ 103 ]    |

Privatizadas/extintas/em liquidação
| Nome da empresa                    | Sigla | Tipo                        | Criação                | Constituição | Transferência | Situação atual                 | Referência |
| ---------------------------------- | ----- | --------------------------- | ---------------------- | ------------ | ------------- | ------------------------------ | ---------- |
| Companhia de Gás do Espírito Santo | ESGÁS | Sociedade de economia mista | 14 de dezembro de 2018 |              | 2023          | Vendida para o Grupo Energisa. | [ 104 ]    |

### Goiás
Atuais
| Nome da empresa                                                    | Sigla          | Tipo                        | Criação                | Constituição         | Referência |
| ------------------------------------------------------------------ | -------------- | --------------------------- | ---------------------- | -------------------- | ---------- |
| Agência de Fomento de Goiás                                        | GOIASFOMENTO   | Sociedade de economia mista | 15 de outubro de 1999  |                      |            |
| Agência Goiana de Gás Canalizado                                   | GOIASGÁS       | Sociedade de economia mista | 2000                   |                      |            |
| Agência Goiana de Habitação                                        | AGEHAB         | Sociedade de economia mista | 15 de outubro de 1999  |                      |            |
| Centrais de Abastecimento do Estado de Goiás                       | CEASA-GO       | Sociedade de economia mista | 1970                   |                      |            |
| Companhia Celg de Participações                                    | CELGPAR        | Sociedade de economia mista | 2006                   |                      |            |
| Companhia de Desenvolvimento Econômico de Goiás                    | CODEGO         | Empresa pública             | 14 de outubro de 2015  |                      |            |
| Companhia de Investimentos e Parcerias do Estado de Goiás          | GOIASPARCERIAS | Empresa pública             | 11 de agosto de 2004   |                      |            |
| Empresa de Assistência Técnica e Extensão Rural do Estado de Goiás | EMATER-GO      | Empresa pública             | 1975                   |                      |            |
| Goiás Telecomunicações                                             | GOIASTELECOM   | Sociedade de economia mista | 2008                   |                      |            |
| Indústria Química do Estado de Goiás                               | IQUEGO         | Sociedade de economia mista | 6 de novembro de 1962  | 7 de janeiro de 1964 |            |
| Metrobus Transporte Coletivo                                       | METROBUS       | Sociedade de economia mista | 1997                   |                      |            |
| Saneamento de Goiás                                                | SANEAGO        | Sociedade de economia mista | 13 de setembro de 1967 |                      |            |

Privatizadas/federalizadas/extintas/em liquidação
| Nome da empresa                                                      | Sigla    | Tipo                        | Criação | Constituição | Transferência | Situação atual                                                                                                | Referência |
| -------------------------------------------------------------------- | -------- | --------------------------- | ------- | ------------ | ------------- | --- | ---------- |
| Agência Goiana de Turismo                                            | GOIASTUR | Sociedade de economia mista | 1973    |              |               | Em liquidação.                                                                                                |            |
| Banco do Estado de Goiás                                             | BEG      | Sociedade de economia mista | 1955    |              | 1999          | Privatizado. Seu atual sucessor é o banco privado Itaú.                                                       |            |
| Caixa Econômica do Estado de Goiás                                   | CAIXEGO  | Empresa pública             | 1962    |              | 1990          | Liquidado. |            |
| CELG Distribuição                                                    | CELG-D   | Sociedade de economia mista | 2007    |              | 2015          | Privatizada. Sua atual sucessora é a empresa privada Equatorial Energia Goiás, empresa da Equatorial Energia. |            |
| CELG Transmissão                                                     | CELG-T   | Sociedade de economia mista | 2006    |              | 2022          | Privatizada. Sua atual sucessora é a empresa privada EDP Goiás, empresa da EDP Brasil.                        |            |
| Companhia de Armazéns e Silos do Estado de Goiás                     | CASEGO   | Sociedade de economia mista |         |              |               | |            |
| Consórcio das Empresas de Radiodifusão e Notícias do Estado de Goiás | CERNE    | Sociedade de economia mista |         |              |               | |            |
| Consórcio Rodoviário Intermunicipal                                  | CRISA    | Sociedade de economia mista |         |              |               | |            |
| Empresa de Transporte Urbano do Estado de Goiás                      | TRANSURB | Sociedade de economia mista |         |              | 1997          | Extinta. Substituída pela Metrobus Transporte Coletivo.                                                       |            |
| Empresa Estadual de Processamento de Dados do Estado de Goiás        | PRODAGO  | Sociedade de economia mista | 1988    |              |               | Em liquidação.                                                                                                |            |
| Metais de Goiás                                                      | METAGO   | Sociedade de economia mista | 1962    |              |               | |            |

### Maranhão
Atuais
| Nome da empresa                               | Sigla  | Tipo                        | Criação              | Constituição | Referência |
| --------------------------------------------- | ------ | --------------------------- | -------------------- | ------------ | ---------- |
| Companhia de Saneamento Ambiental do Maranhão | CAEMA  | Sociedade de economia mista | 29 de julho de 1966  |              |            |
| Companhia Maranhense de Gás                   | GASMAR | Sociedade de economia mista | 11 de junho de 2001  |              |            |
| Empresa Maranhense de Administração Portuária | EMAP   | Empresa pública             | 31 de agosto de 1998 |              |            |
| Empresa Maranhense de Serviços Hospitalares   | EMSERH | Empresa pública             | 17 de abril de 2015  |              |            |
| Maranhão Parcerias                            | MAPA   | Sociedade de economia mista | 1º de abril de 1966  |              |            |

Privatizadas/federalizadas/extintas
| Nome da empresa                  | Sigla | Tipo                        | Criação                | Constituição      | Transferência       | Situação atual                                                                                                   | Referência |
| -------------------------------- | ----- | --------------------------- | ---------------------- | ----------------- | ------------------- | --- | ---------- |
| Banco do Estado do Maranhão      | BEM   | Sociedade de economia mista | 3 de fevereiro de 1939 | 8 de maio de 1939 | julho de 2000       | Privatizado. Seu atual sucessor é o banco privado Bradesco.                                                      |            |
| Companhia Energética do Maranhão | CEMAR | Sociedade de economia mista | 1958                   |                   | 15 de junho de 2000 | Privatizada. Sua atual sucessora é a empresa privada Equatorial Energia Maranhão, empresa da Equatorial Energia. |            |

### Mato Grosso
Atuais
| Nome da empresa                                                  | Sigla         | Tipo                        | Criação                                         | Constituição | Referência |
| ---------------------------------------------------------------- | ------------- | --------------------------- | ----------------------------------------------- | ------------ | ---------- |
| Agência de Fomento do Estado de Mato Grosso                      | DESENVOLVE MT | Sociedade de economia mista | Lei Complementar 140, de 16 de dezembro de 2003 |              | [ 105 ]    |
| Central de Abastecimento do Estado do Mato Grosso                | CEASA/MT      | Sociedade de economia mista | Lei 9.913, de 15 de Maio de 2013                |              | [ 105 ]    |
| Companhia Mato-grossense de Gás                                  | MT GÁS        | Sociedade de economia mista | Lei nº 7.939, de 28 de julho de 2003            |              | [ 105 ]    |
| Companhia Mato-grossense de Mineração                            | METAMAT       | Sociedade de economia mista | Lei 3.130 de 03 dezembro de 1971                |              | [ 105 ]    |
| Empresa Mato-grossense de Pesquisa, Assistência e Extensão Rural | EMPAER/MT     | Empresa pública             | Lei Complementar 14, de 16 de janeiro de 1992   |              | [ 105 ]    |
| Empresa Mato-grossense de Tecnologia da Informação               | MTI           | Empresa pública             | Lei 3.359, de 18 de junho de 1973               |              | [ 105 ]    |
| MT Participações e Projetos                                      | MTPAR         | Sociedade de economia mista | Lei 9.854, de 26 de dezembro de 2012            |              | [ 105 ]    |

Em extinção/em liquidação/privatizadas
| Nome da empresa                                  | Sigla   | Tipo                        | Criação | Constituição | Transferência | Situação atual | Referência |
| ------------------------------------------------ | ------- | --------------------------- | ------- | ------------ | ------------- | --- | ---------- |
| Banco do Estado do Mato Grosso                   | BEMAT   | Sociedade de economia mista | 1951    |              |               | Em liquidação desde 1998.                                                                                                | [ 106 ]    |
| Centrais Elétricas Matogrossenses                | CEMAT   | Sociedade de economia mista | 1958    |              | 1997          | Privatizada. Sua atual sucessora é a empresa privada Energisa Mato Grosso, empresa do Grupo Energisa.                    | [ 107 ]    |
| Companhia de Saneamento do Estado de Mato Grosso | SANEMAT | Sociedade de economia mista | 1966    |              |               | Em 1997, as concessões de saneamento foram devolvidas aos municípios. Em 2000, a empresa entrou em processo de extinção. | [ 108 ]    |

### Mato Grosso do Sul
Atuais
| Nome da empresa                                 | Sigla      | Tipo                        | Criação                                          | Constituição | Referência |
| ----------------------------------------------- | ---------- | --------------------------- | ------------------------------------------------ | ------------ | ---------- |
| Centrais de Abastecimento de Mato Grosso do Sul | CEASA/MS   | Sociedade de economia mista | Lei nº 1800 de 05 de Março de 1979               |              | [ 109 ]    |
| Companhia de Gás de Mato Grosso do Sul          | MSGÁS      | Sociedade de economia mista | Lei n° 1.854, de 21 de maio de 1998              |              | [ 109 ]    |
| Empresa de Gestão de Recursos Minerais          | MS MINERAL | Empresa pública             | Lei n. 3.993, de 16 de dezembro de 2010          |              | [ 109 ]    |
| Empresa de Saneamento de Mato Grosso do Sul     | SANESUL    | Sociedade de economia mista | Decreto Estadual nº 071 de 26 de janeiro de 1979 |              | [ 109 ]    |

Extintas/em liquidação/privatizadas
| Nome da empresa                                                          | Sigla   | Tipo                        | Criação | Constituição | Transferência | Situação atual                                                                                               | Referência |
| ------------------------------------------------------------------------ | ------- | --------------------------- | ------- | ------------ | ------------- | --- | ---------- |
| Empresa de Gestão de Recursos Humanos e Patrimônio de Mato Grosso do Sul | EGRHP   | Empresa pública             | 1979    |              |               | Transformada na MS Mineral em 2010.                                                                          |            |
| Empresa Energética de Mato Grosso do Sul                                 | ENERSUL | Sociedade de economia mista | 1979    |              | 1997          | Privatizada. Sua atual sucessora é a empresa privada Energisa Mato Grosso do Sul, empresa do Grupo Energisa. | [ 110 ]    |
| Empresa de Serviços Agropecuários                                        | AGROSUL | Empresa pública             | 1979    |              |               | Atividades suspensas desde 2000. Em liquidação desde 2010.                                                   | [ 111 ]    |

### Minas Gerais
Atuais
| Nome da empresa                                                           | Sigla      | Tipo                        | Criação                | Constituição | Referência |
| ------------------------------------------------------------------------- | ---------- | --------------------------- | ---------------------- | ------------ | ---------- |
| Banco de Desenvolvimento de Minas Gerais                                  | BDMG       | Empresa pública             | 21 de setembro de 1962 |              | [ 112 ]    |
| Companhia de Desenvolvimento Econômico de Minas Gerais                    | CODEMIG    | Sociedade de economia mista | 17 de dezembro de 2003 |              | [ 112 ]    |
| Companhia de Gás de Minas Gerais                                          | GASMIG     | Sociedade de economia mista | 15 de julho de 1986    |              | [ 112 ]    |
| Companhia de Habitação do Estado de Minas Gerais                          | COHAB      | Sociedade de economia mista | 18 de agosto de 1965   |              | [ 112 ]    |
| Companhia de Saneamento de Minas Gerais                                   | COPASA     | Sociedade de economia mista | 1963                   |              | [ 112 ]    |
| Companhia de Tecnologia da Informação do Estado de Minas Gerais           | PRODEMGE   | Sociedade de economia mista | 1968                   |              | [ 112 ]    |
| Companhia Energética de Minas Gerais                                      | CEMIG      | Sociedade de economia mista | 1952                   |              | [ 112 ]    |
| Empresa de Assistência Técnica e Extensão Rural do Estado de Minas Gerais | EMATER-MG  | Empresa pública             | 1948                   |              | [ 112 ]    |
| Empresa de Pesquisa Agropecuária de Minas Gerais                          | EPAMIG     | Empresa pública             | 1974                   |              | [ 112 ]    |
| Empresa Mineira de Comunicação                                            | EMC        | Empresa pública             | 2016                   |              | [ 112 ]    |
| Minas Gerais Administração e Serviços                                     | MGS        | Empresa pública             | 18 de janeiro de 1954  |              | [ 112 ]    |
| Trem Metropolitano de Belo Horizonte                                      | Metrominas | Empresa pública             |                        |              | [ 112 ]    |

Privatizadas/extintas
| Nome da empresa                           | Sigla      | Tipo                        | Criação | Constituição | Transferência | Situação atual                                                                                                  | Referência |
| ----------------------------------------- | ---------- | --------------------------- | ------- | ------------ | ------------- | --- | ---------- |
| Banco de Crédito Real de Minas Gerais     | CREDIREAL  | Sociedade de economia mista | 1889    |              | 1997          | Privatizado. Seu atual sucessor é o banco privado Bradesco.                                                     |            |
| Banco do Estado de Minas Gerais           | BEMGE      | Sociedade de economia mista | 1967    |              | 1998          | Privatizado. Seu atual sucessor é o banco privado Itaú.                                                         |            |
| Caixa Econômica do Estado de Minas Gerais | MINASCAIXA | Empresa pública             | 1896    |              | 1991          | Extinta. |            |
| Rede Mineira de Viação                    | RMV        | Sociedade de economia mista | 1931    |              | 1965          | Privatizada. Sua atual sucessora é a empresa privada Ferrovia Centro-Atlântica, empresa da VLI Multimodal S.A.. |            |

### Pará
Atuais
| Nome da empresa                                                     | Sigla       | Tipo            | Criação                | Constituição          | Referência |
| ------------------------------------------------------------------- | ----------- | --------------- | ---------------------- | --------------------- | ---------- |
| Banco do Estado do Pará                                             | BANPARÁ     | Sociedade mista | 30 de novembro de 1959 | 26 de outubro de 1961 |            |
| Centrais de Abastecimento do Pará                                   | CEASA/PA    | Sociedade mista | 21 de novembro de 1972 | 28 de janeiro de 1975 |            |
| Companhia de Desenvolvimento Econômico do Pará                      | CODEC       | Sociedade mista | janeiro de 1976        |                       |            |
| Companhia de Gás do Pará                                            | GÁS DO PARÁ | Sociedade mista | 29 de junho de 2006    |                       | [ 113 ]    |
| Companhia de Habitação do Pará                                      | COHAB-PA    | Empresa pública | 13 de abril de 1965    |                       |            |
| Companhia de Portos e Hidrovias do Estado do Pará                   | CPH         | Empresa pública | 17 de julho de 2000    |                       |            |
| Companhia de Saneamento do Pará                                     | COSANPA     | Sociedade mista | 21 de dezembro de 1970 |                       |            |
| Empresa de Assistência Técnica e Extensão Rural do Estado do Pará   | EMATER      | Empresa pública | 1965                   |                       |            |
| Empresa de Tecnologia da Informação e Comunicação do Estado do Pará | PRODEPA     | Empresa pública | 1983                   |                       |            |

Privatizadas/extintas
| Nome da empresa            | Sigla | Tipo            | Criação | Constituição | Transferência | Situação atual                                                                                               | Referência |
| -------------------------- | ----- | --------------- | ------- | ------------ | ------------- | --- | ---------- |
| Centrais Elétricas do Pará | CELPA | Sociedade mista | 1962    |              | 1998          | Privatizada. Sua atual sucessora é a empresa privada Equatorial Energia Pará, empresa da Equatorial Energia. |            |

### Paraíba
Atuais
| Nome da empresa                                                           | Sigla    | Tipo                        | Criação                | Constituição | Referência |
| ------------------------------------------------------------------------- | -------- | --------------------------- | ---------------------- | ------------ | ---------- |
| Companhia de Água e Esgotos da Paraíba                                    | CAGEPA   | Empresa pública             | 31 de dezembro de 1966 |              | [ 114 ]    |
| Companhia de Desenvolvimento da Paraíba                                   | CINEP    | Sociedade de Economia Mista |                        |              | [ 114 ]    |
| Companhia de Desenvolvimento de Recursos Minerais da Paraíba              | CDRM     | Sociedade de Economia Mista | 28 de junho de 1979    |              | [ 114 ]    |
| Companhia de Processamento de Dados da Paraíba                            | CODATA   | Sociedade de Economia Mista | 29 de outubro de 1976  |              | [ 114 ]    |
| Companhia Docas do Estado da Paraíba                                      | Docas-PB | Sociedade de Economia Mista | 4 de fevereiro de 1998 |              | [ 114 ]    |
| Companhia Estadual de Habitação Popular                                   | CEHAP    | Sociedade de Economia Mista | 4 de junho de 1965     |              | [ 114 ]    |
| Companhia Paraibana de Gás                                                | PBGÁS    | Sociedade de Economia Mista | 25 de outubro de 1994  | 1995         | [ 114 ]    |
| Empresa Paraibana de Comunicação                                          | EPC      | Empresa pública             | 2019                   |              | [ 114 ]    |
| Empresa Paraibana de Pesquisa, Extensão Rural e Regularização Funcionária | EMPAER   | Empresa pública             | 2019                   |              | [ 114 ]    |
| Empresa Paraibana de Turismo                                              | PBTUR    | Sociedade de Economia Mista | 1975                   |              | [ 114 ]    |
| Laboratório Industrial Farmacêutico da Paraíba                            | LIFESA   | Sociedade de Economia Mista | 1960                   |              | [ 114 ]    |
| PBTUR Hotéis                                                              | —        | Sociedade de Economia Mista |                        |              | [ 114 ]    |

Privatizadas/extintas
| Nome da empresa                                         | Sigla    | Tipo                        | Criação                | Constituição | Transferência         | Situação atual                                                                                    | Referência |
| ------------------------------------------------------- | -------- | --------------------------- | ---------------------- | ------------ | --------------------- | ------------------------------------------------------------------------------------------------- | ---------- |
| Banco do Estado da Paraíba                              | PARAIBAN | Sociedade de Economia Mista | 11 de janeiro de 1924  |              | 8 de novembro de 2001 | Privatizado. Seu atual sucessor é o banco privado Santander (antigo Banco Real).                  |            |
| Empresa Paraibana de Abastecimento e Serviços Agrícolas | EMPASA   | Sociedade de Economia Mista | 1974                   |              | 4 de janeiro de 2019  | Extinta.                                                                                          | [ 114 ]    |
| Sociedade Anônima de Eletrificação da Paraíba           | SAELPA   | Sociedade de Economia Mista | 11 de dezembro de 1964 |              | 2000                  | Privatizada. Sua atual sucessora é a empresa privada Energisa Paraíba, empresa do Grupo Energisa. |            |

### Paraná
Atuais
| Nome da empresa                                               | Sigla          | Tipo                        | Criação                 | Constituição             | Referência |
| ------------------------------------------------------------- | -------------- | --------------------------- | ----------------------- | ------------------------ | ---------- |
| Administração dos Portos de Paranaguá e Antonina              | APPA           | Empresa pública             | 1971                    |                          |            |
| Agência de Fomento do Paraná                                  | FOMENTO PARANÁ | Sociedade de economia mista | 1997                    | 8 de de novembro de 1999 |            |
| Centrais de Abastecimento do Paraná                           | CEASA-PR       | Sociedade de economia mista | 11 de fevereiro de 1972 | maio de 1975             |            |
| Companhia de Habitação do Paraná                              | COHAPAR        | Sociedade de economia mista | 14 de maio de 1965      |                          |            |
| Companhia de Saneamento do Paraná                             | SANEPAR        | Sociedade de economia mista | 23 de janeiro de 1963   | 30 de dezembro de 1963   |            |
| Companhia de Tecnologia da Informação e Comunicação do Paraná | CELEPAR        | Sociedade de economia mista | 30 de outubro de 1964   | 5 de novembro de 1964    |            |
| Companhia Paranaense de Securitização                         | PRSEC          | Sociedade de economia mista | 29 de abril de 2015     | 16 de julho de 2015      |            |
| Estrada de Ferro Paraná Oeste                                 | FERROESTE      | Sociedade de economia mista | 1988                    |                          |            |
| Instituto de Tecnologia do Paraná                             | TECPAR         | Empresa pública             | 1940                    |                          |            |

Privatizadas/extintas
| Nome da empresa                                     | Sigla     | Tipo                        | Criação               | Constituição    | Transferência         | Situação atual                                                                    | Referência |
| --------------------------------------------------- | --------- | --------------------------- | --------------------- | --------------- | --------------------- | --------------------------------------------------------------------------------- | ---------- |
| Banco de Desenvolvimento do Paraná                  | BADEP     | Sociedade de economia mista | 1968                  |                 | 2018                  | Extinta.                                                                          |            |
| Banco do Estado do Paraná                           | BANESTADO | Sociedade de economia mista | 1928                  |                 | outubro de 2000       | Privatizado. Seu atual sucessor é o banco privado Itaú.                           |            |
| Companhia de Desenvolvimento Agropecuário do Paraná | CODAPAR   | Sociedade de economia mista | 1956                  |                 |                       |                                                                                   |            |
| Companhia de Desenvolvimento do Paraná              | CODEPAR   | Empresa pública             | 1962                  |                 | 6 de dezembro de 1968 | Extinta. Transformada em Banco de Desenvolvimento do Paraná.                      |            |
| Companhia Paranaense de Gás                         | COMPAGÁS  | Sociedade de economia mista | 6 de julho de 1994    | outubro de 1998 | 14 de agosto de 2023  | Privatizada. Atualmente pertence a Compass Gás e Energia, empresa do grupo Cosan. | [ 115 ]    |
| Companhia Paranaense de Energia                     | COPEL     | Sociedade de economia mista | 26 de outubro de 1954 |                 | 14 de agosto de 2023  | Privatizada.                                                                      | [ 115 ]    |
| Empresa Paranaense de Classificação de Produtos     | CLASPAR   | Empresa pública             | 4 de dezembro de 1978 |                 |                       |                                                                                   |            |
| Minerais do Paraná                                  | Mineropar | Empresa pública             | 1977                  |                 |                       |                                                                                   |            |

### Pernambuco
Atuais
| Nome da empresa                                            | Sigla    | Tipo                        | Criação                | Constituição | Referência |
| ---------------------------------------------------------- | -------- | --------------------------- | ---------------------- | ------------ | ---------- |
| Agência de Desenvolvimento Econômico de Pernambuco         | ADEPE    | Sociedade de economia mista | 6 de janeiro de 2011   |              | [ 116 ]    |
| Agência de Empreendedorismo de Pernambuco                  | AGE      | Sociedade de economia mista | 2011                   |              | [ 116 ]    |
| Companhia Editora de Pernambuco                            | CEPE     | Sociedade de economia mista | 1967                   |              | [ 116 ]    |
| Companhia Estadual de Habitação e Obras                    | CEHAB-PE | Sociedade de economia mista | 1979                   |              | [ 116 ]    |
| Companhia Pernambucana de Gás                              | COPERGÁS | Sociedade de economia mista | 17 de setembro de 1992 |              | [ 116 ]    |
| Companhia Pernambucana de Saneamento                       | COMPESA  | Sociedade de economia mista | 29 de julho de 1971    |              | [ 116 ]    |
| Consórcio de Transportes da Região Metropolitana do Recife | CTM      | Empresa pública             | 8 de setembro de 2008  |              | [ 116 ]    |
| Empresa de Turismo de Pernambuco                           | EMPETUR  | Sociedade de economia mista | 1967                   |              | [ 116 ]    |
| Empresa Pernambucana de Transporte Intermunicipal          | EPTI     | Sociedade de economia mista | 21 de junho de 2007    |              | [ 116 ]    |
| Empresa Pernambuco de Comunicação                          | EPC      | Empresa pública             | 1984                   |              | [ 116 ]    |
| Instituto Agronômico de Pernambuco                         | IPA      | Empresa pública             | 1935                   |              | [ 116 ]    |
| Laboratório Farmacêutico do Estado de Pernambuco           | LAFEPE   | Sociedade de economia mista | 1965                   |              | [ 116 ]    |
| Pernambuco Participações e Investimentos                   | PERPART  | Sociedade de economia mista | 29 de dezembro de 1995 |              | [ 116 ]    |
| Porto do Recife                                            | —        | Sociedade de economia mista |                        |              | [ 116 ]    |
| Suape Complexo Industrial Portuário                        | SUAPE    | Empresa pública             | 7 de novembro de 1978  |              | [ 116 ]    |

Privatizadas/extintas
| Nome da empresa                    | Sigla   | Tipo                        | Criação | Constituição | Transferência | Situação atual                                                                                     | Referência |
| ---------------------------------- | ------- | --------------------------- | ------- | ------------ | ------------- | -------------------------------------------------------------------------------------------------- | ---------- |
| Banco do Estado de Pernambuco      | BANDEPE | Sociedade de economia mista | 1966    |              | 1998          | Privatizado. Seu atual sucessor é o banco privado Santander (antigo Banco Real).                   |            |
| Companhia Energética de Pernambuco | CELPE   | Sociedade de economia mista | 1965    |              | 2000          | Privatizada. Sua atual sucessora é a empresa privada Neoenergia Pernambuco, empresa da Neoenergia. |            |
| Porto Fluvial de Petrolina         | —       | Sociedade de economia mista | 2010    |              | 2020          | Extinta.                                                                                           | [ 117 ]    |

### Piauí
Atuais
| Nome da empresa                                                             | Sigla         | Tipo                        | Criação                                                     | Constituição          | Referência |
| --------------------------------------------------------------------------- | ------------- | --------------------------- | ----------------------------------------------------------- | --------------------- | ---------- |
| Agência de Atração de Investimentos Estratégicos do Piauí                   | Investe Piauí | Sociedade de economia mista | 5 de abril de 2021                                          |                       | [ 118 ]    |
| Agência de Fomento e Desenvolvimento do Estado do Piauí                     | PIAUÍ FOMENTO | Sociedade de economia mista | 2008                                                        | 1º de julho de 2010   | [ 118 ]    |
| Companhia Administradora da Zona de Processamento de Exportação de Parnaíba | ZPE Parnaíba  | Sociedade de economia mista | 2010                                                        |                       | [ 118 ]    |
| Companhia de Gás do Piauí                                                   | GASPISA       | Sociedade de economia mista | 25 de maio de 2001                                          |                       | [ 118 ]    |
| Companhia Ferroviária e de Logística do Piauí                               | CFLP          | Sociedade de economia mista | 1987 (Como Companhia Metropolitana de Transportes Públicos) |                       | [ 118 ]    |
| Empresa de Águas e Esgotos do Piauí                                         | AGESPISA      | Sociedade de economia mista | 27 de julho de 1962                                         | 28 de janeiro de 1964 | [ 118 ]    |
| Empresa de Gestão de Recursos do Piauí                                      | EMGERPI       | Sociedade de economia mista | 12 de abril de 2007                                         |                       | [ 118 ]    |

Privatizadas/federalizadas/extintas
| Nome da empresa                              | Sigla    | Tipo                        | Criação                | Constituição          | Transferência       | Situação atual                                                                                                | Referência |
| -------------------------------------------- | -------- | --------------------------- | ---------------------- | --------------------- | ------------------- | --- | ---------- |
| Banco do Estado do Piauí                     | BEP      | Sociedade de economia mista | 20 de dezembro de 1926 | 21 de janeiro de 1927 | 1º de março de 2000 | Vendido. Seu atual sucessor é o Banco do Brasil.                                                              |            |
| Companhia Energética do Piauí                | CEPISA   | Sociedade de economia mista | 1959                   | 1962                  | 1997                | Privatizada. Sua atual sucessora é a empresa privada Equatorial Energia Piauí, empresa da Equatorial Energia. |            |
| Companhia de Terminais Alfandegados do Piauí | PORTO/PI | Sociedade de economia mista | 3 de outubro de 2013   |                       |                     | Extinta. |            |

### Rio de Janeiro
Atuais
| Nome da empresa                                                                 | Sigla      | Tipo                        | Criação                                             | Constituição         | Referência |
| ------------------------------------------------------------------------------- | ---------- | --------------------------- | --------------------------------------------------- | -------------------- | ---------- |
| Agência de Fomento do Estado do Rio de Janeiro                                  | AgeRio     | Sociedade de economia mista | 12 de dezembro de 2002 (Decreto Estadual nº 32.376) |                      | [ 120 ]    |
| Centrais de Abastecimento do Estado do Rio de Janeiro                           | CEASA-RJ   | Sociedade de economia mista | 20 de maio de 1970 (Decreto-Lei n. º 283)           |                      | [ 120 ]    |
| Companhia de Armazéns e Silos do Estado do Rio de Janeiro                       | CASERJ     | Sociedade de economia mista | 27 de agosto de 1962 (Lei n.º 173)                  |                      | [ 120 ]    |
| Companhia de Desenvolvimento Industrial do Estado do Rio de Janeiro             | CODIN      | Sociedade de economia mista | 1967                                                |                      | [ 120 ]    |
| Companhia de Desenvolvimento Rodoviário e Terminais do Estado do Rio de Janeiro | CODERTE    | Sociedade de economia mista | 2 de maio de 1975 (Decreto-Lei n.º 87)              |                      | [ 120 ]    |
| Companhia de Transportes Sobre Trilhos do Estado do Rio de Janeiro              | RIOTRILHOS | Sociedade de economia mista | 25 de maio de 2001                                  |                      | [ 120 ]    |
| Companhia de Turismo do Estado do Rio de Janeiro                                | TURISRIO   | Sociedade de economia mista | 12 de abril de 1960                                 |                      | [ 120 ]    |
| Companhia Estadual de Águas e Esgotos do Rio de Janeiro                         | CEDAE      | Sociedade de economia mista | 24 de março de 1975                                 | 1° de agosto de 1975 | [ 120 ]    |
| Companhia Estadual de Engenharia de Transportes e Logística                     | CENTRAL    | Sociedade de economia mista | maio de 2001                                        |                      | [ 120 ]    |
| Companhia Estadual de Habitação do Estado do Rio de Janeiro                     | CEHAB-RJ   | Sociedade de economia mista | 29 de dezembro de 1962                              |                      | [ 120 ]    |
| Empresa de Assistência Técnica e Extensão Rural do Rio de Janeiro               | EMATER-RIO | Empresa pública             | 1° de julho de 1975 (Decreto-Lei n.º 160)           |                      | [ 120 ]    |
| Empresa de Obras Públicas do Estado do Rio de Janeiro                           | EMOP-RJ    | Empresa pública             | 24 de março de 1975                                 | 6 de maio de 1975    | [ 120 ]    |
| Empresa de Pesquisa Agropecuária do Estado do Rio de Janeiro                    | PESAGRO    | Empresa pública             | 1976                                                |                      | [ 120 ]    |
| Imprensa Oficial do Estado do Rio de Janeiro                                    | IOERJ      | Empresa pública             | 1° de julho de 1931                                 |                      | [ 120 ]    |
| Instituto Vital Brazil                                                          | IVB        | Sociedade de economia mista | 10 de julho de 1956                                 |                      | [ 120 ]    |

Privatizadas/federalizadas/extintas/em liquidação
| Nome da empresa                                                | Sigla      | Tipo                        | Criação                                        | Constituição | Transferência         | Situação atual                                                                                                 | Referência      |
| -------------------------------------------------------------- | ---------- | --------------------------- | ---------------------------------------------- | ------------ | --------------------- | --- | --------------- |
| Banco do Estado do Rio de Janeiro                              | BANERJ     | Sociedade de economia mista | 1975                                           |              | 1997                  | Privatizado. Seu atual sucessor é o banco privado Itaú.                                                        |                 |
| Banco do Estado do Rio de Janeiro                              | BERJ       | Sociedade de economia mista | 02 de maio de 1950                             |              | 2011                  | Privatizado. Seu atual sucessor é o banco privado Bradesco.                                                    | [ 121 ]         |
| Companhia de Eletricidade do Estado do Rio de Janeiro          | CERJ       | Sociedade de economia mista | 1954                                           |              | 1996                  | Privatizada. Sua atual sucessora é a empresa privada Enel Distribuição Rio, empresa da Enel Brasil.            |                 |
| Companhia Estadual de Gás do Rio de Janeiro                    | CEG        | Sociedade de economia mista | 1974                                           |              | 1997                  | Privatizada. Sua atual sucessora é a empresa privada Naturgy Brasil.                                           | [ 122 ] [ 123 ] |
| Companhia de Navegação do Estado do Rio de Janeiro             | CONERJ     | Sociedade de economia mista | 1977                                           |              | 1998                  | Privatizada. Sua atual sucessora é a empresa privada Barcas Rio, empresa da BK Consultoria e Serviços.         |                 |
| Companhia de Saneamento do Estado do Rio de Janeiro            | SANERJ     | Empresa pública             | 6 de abril de 1972                             |              | 1 de agosto de 1975   | Extinta. Sua atual sucessora é a estatal CEDAE.                                                                |                 |
| Companhia de Telefones do Rio de Janeiro                       | CETEL      | Sociedade de economia mista | 1965                                           |              | 1976                  | Sua atual sucessora é a empresa privada Oi (antiga Telemar).                                                   |                 |
| Companhia de Transportes Coletivos do Estado do Rio de Janeiro | CTC        | Sociedade de economia mista | 24 de março de 1975 (Decreto-Lei n.º 41)       |              | 1996                  | Em liquidação                                                                                                  |                 |
| Companhia do Metropolitano do Rio de Janeiro                   | METRÔ      | Sociedade de economia mista | 14 de novembro de 1968 (Lei Estadual n° 1.736) |              | 9 de dezembro de 1997 | Privatizada. Sua atual sucessora é a empresa privada MetrôRio, empresa da HMOBI Participações S.A.             |                 |
| Companhia Fluminense de Trens Urbanos                          | FLUMITRENS | Sociedade de economia mista | 27 de julho de 1993 (Lei Estadual n°2.143)     |              | 1 de novembro de 1998 | Privatizada. Sua atual sucessora é a empresa privada SuperVia, empresa da Guarana Urban Mobility Incorporated. |                 |
| Empresa Estadual de Viação                                     | SERVE      | Empresa pública             | 28 de fevereiro de 1972 (Decreto n.º 15.552)   |              | 1996                  | Em liquidação.                                                                                                 |                 |
| Riogás                                                         | Riogás     | Sociedade de economia mista | 1997                                           |              | 1997                  | Privatizada. Teve seu nome mudado para CEG Rio. Sua atual sucessora é a empresa privada Naturgy Brasil.        | [ 122 ] [ 123 ] |

### Rio Grande do Norte
Atuais
| Nome da empresa                                            | Sigla     | Tipo                        | Criação                | Constituição          | Referência |
| ---------------------------------------------------------- | --------- | --------------------------- | ---------------------- | --------------------- | ---------- |
| Agência de Fomento do Rio Grande do Norte                  | AGN       | Sociedade de economia mista | 2 de maio de 1999      | 5 de abril de 2000    |            |
| Centrais de Abastecimento do Rio Grande do Norte           | CEASA-RN  | Sociedade de economia mista | 17 de outubro de 1976  |                       |            |
| Companhia de Águas e Esgotos do Rio Grande do Norte        | CAERN     | Sociedade de economia mista | 2 de setembro de 1969  |                       |            |
| Companhia de Processamento de Dados do Rio Grande do Norte | DATANORTE | Sociedade de economia mista | 17 de dezembro de 1975 | 1977                  |            |
| Companhia Estadual de Habitação e Desenvolvimento Urbano   | CEHAB-RN  | Sociedade de economia mista | 24 de janeiro de 2007  | 26 de janeiro de 2007 |            |
| Companhia Potiguar de Gás                                  | POTIGÁS   | Sociedade de economia mista | 26 de novembro de 1993 | 8 de março de 1995    |            |
| Empresa de Pesquisa Agropecuária do Rio Grande do Norte    | EMPARN    | Empresa Pública             | 11 de setembro de 1979 | 1980                  |            |
| Empresa Gestora de Ativos do Rio Grande do Norte           | EMGERN    | Empresa Pública             | 30 de outubro de 2008  |                       |            |
| Empresa Potiguar de Promoção Turística                     | EMPROTUR  | Sociedade de economia mista | 24 de janeiro de 2007  |                       |            |

Privatizadas/extintas
| Nome da empresa                             | Sigla   | Tipo                        | Criação | Constituição | Transferência | Situação atual                                                                                 | Referência |
| ------------------------------------------- | ------- | --------------------------- | ------- | ------------ | ------------- | ---------------------------------------------------------------------------------------------- | ---------- |
| Banco do Estado do Rio Grande do Norte      | BANDERN | Sociedade de economia mista | 1909    |              | 1990          | Extinto.                                                                                       |            |
| Companhia Energética do Rio Grande do Norte | COSERN  | Sociedade de economia mista | 1961    |              | 1997          | Privatizada. Sua atual sucessora é a empresa privada Neoenergia COSERN, empresa da Neoenergia. |            |

### Rio Grande do Sul
Atuais
| Nome da empresa                                          | Sigla     | Tipo                        | Criação                | Constituição           | Referência |
| -------------------------------------------------------- | --------- | --------------------------- | ---------------------- | ---------------------- | ---------- |
| Banco de Desenvolvimento do Rio Grande do Sul            | BADESUL   | Sociedade de economia mista | 1973                   |                        |            |
| Banco do Estado do Rio Grande do Sul                     | BANRISUL  | Sociedade de economia mista | 28 de agosto de 1928   | 12 de setembro de 1928 |            |
| Centrais de Abastecimento do Rio Grande do Sul           | CEASA-RS  | Sociedade de economia mista | 1974                   |                        |            |
| Companhia de Processamento de Dados do Rio Grande do Sul | PROCERGS  | Sociedade de economia mista | 1972                   |                        |            |
| Companhia Riograndense de Mineração                      | CRM       | Sociedade de economia mista | 20 de outubro de 1969  |                        |            |
| Empresa Gaúcha de Rodovias                               | EGR       | Empresa pública             | 25 de setembro de 2012 |                        |            |
| Portos RS                                                | PORTOS RS | Empresa pública             | 25 de setembro de 2021 | 28 de abril de 2022    |            |

Privatizadas/extintas
| Nome da empresa                                                               | Sigla   | Tipo                        | Criação                 | Constituição        | Transferência       | Situação atual                                                                                  | Referência |
| ----------------------------------------------------------------------------- | ------- | --------------------------- | ----------------------- | ------------------- | ------------------- | ----------------------------------------------------------------------------------------------- | ---------- |
| Caixa Econômica Estadual do Rio Grande do Sul                                 | CAIXARS | Sociedade de economia mista | 1960                    |                     | 1998                | Extinto. Incorporado pelo Banco do Estado do Rio Grande do Sul.                                 |            |
| Companhia Administradora da Zona de Processamento de Exportação de Rio Grande | ZOPERG  | Sociedade de economia mista |                         |                     |                     |                                                                                                 |            |
| Companhia de Gás do Estado do Rio Grande do Sul                               | SULGÁS  | Sociedade de economia mista | 10 de maio de 1993      | julho de 2000       | julho de 2022       | Privatizada. Atualmente pertence a Compass Gás e Energia, empresa do grupo Cosan.               |            |
| Companhia de Indústrias Eletroquímicas                                        | CIEL    | Sociedade de economia mista |                         |                     |                     |                                                                                                 |            |
| Companhia Estadual de Distribuição de Energia Elétrica                        | CEEE-D  | Sociedade de economia mista | 2006                    |                     | 2021                | Privatizada. Atualmente pertence a Equatorial Energia.                                          |            |
| Companhia Estadual de Energia Elétrica                                        | CEEE    | Sociedade de economia mista | 1943                    |                     | 2006                | Cisão. Criação de um grupo formado por duas controladas e uma holding.                          |            |
| Companhia Estadual de Geração de Energia Elétrica                             | CEEE-G  | Sociedade de economia mista | 2006                    |                     | 2022                | Privatizada. Vendida pela CSN por meio da Companhia Florestal do Brasil.                        |            |
| Companhia Estadual de Transmissão de Energia Elétrica                         | CEEE-T  | Sociedade de economia mista | 2006                    |                     | 2021                | Privatizada. Sua atual sucessora é a empresa privada CPFL Transmissão, empresa da CPFL Energia. |            |
| Companhia Estadual de Silos e Armazéns do Rio Grande do Sul                   | CESA    | Sociedade de economia mista | dezembro de 1952        |                     | 19 de abril de 2018 | Extinta.                                                                                        |            |
| Companhia Rio Grandense de Artes Gráficas                                     | CORAG   | Sociedade de economia mista | 5 de julho de 1973      |                     | 7 de junho de 2019  | Liquidada.                                                                                      |            |
| Companhia Riograndense de Laticínios e Correlatos                             | CORLAC  | Sociedade de economia mista |                         |                     |                     |                                                                                                 |            |
| Companhia Riograndense de Saneamento                                          | CORSAN  | Sociedade de economia mista | 21 de dezembro de 1965  | 28 de março de 1966 | 7 de julho de 2023  | Privatizada. Atualmente pertence a Aegea.                                                       |            |
| Companhia Riograndense de Telecomunicações                                    | CRT     | Sociedade de economia mista | 16 de fevereiro de 1962 |                     | 1996                | Privatizada. Sua atual sucessora é a empresa privada Oi (antiga Brasil Telecom).                |            |
| Viação Férrea do Rio Grande do Sul                                            | VFRGS   | Empresa pública             | 1920                    |                     | 1959                | Privatizada. Sua atual sucessora é a empresa privada Rumo Logística, empresa do grupo Cosan.    |            |

### Rondônia
Atuais
| Nome da empresa                                       | Sigla  | Tipo                        | Criação                                         | Constituição | Referência |
| ----------------------------------------------------- | ------ | --------------------------- | ----------------------------------------------- | ------------ | ---------- |
| Companhia de Águas e Esgotos do Estado de Rondônia    | CAERD  | Sociedade de economia mista | 11 de setembro de 1969                          |              | [ 124 ]    |
| Companhia de Mineração de Rondônia                    | CMR    | Sociedade de economia mista | 25 de maio de 1982 (Decreto-Lei Estadual n° 17) |              | [ 124 ]    |
| Companhia Rondoniense de Gás                          | RONGÁS | Sociedade de economia mista | 14 de julho de 1997                             |              | [ 124 ]    |
| Sociedade de Portos e Hidrovias do Estado de Rondônia | SOPH   | Empresa pública             | 14 de julho de 1997 (Lei Estadual n° 729)       |              | [ 124 ]    |

Privatizadas/federalizadas/extintas/em liquidação
| Nome da empresa                                                              | Sigla         | Tipo                        | Criação                          | Constituição           | Transferência | Situação atual                                                                                     | Referência |
| ---------------------------------------------------------------------------- | ------------- | --------------------------- | -------------------------------- | ---------------------- | ------------- | -------------------------------------------------------------------------------------------------- | ---------- |
| Agencia de Fomento, Desenvolvimento Econômico e Social do Estado de Rondonia | AGFDES-RONDON | Empresa pública             |                                  |                        |               | | [ 124 ]    |
| Banco do Estado de Rondônia                                                  | BERON         | Sociedade de economia mista | 26 de julho de 1982              |                        |               | Em liquidação.                                                                                     | [ 124 ]    |
| Centrais Elétricas de Rondônia                                               | CERON         | Sociedade de economia mista | 4 de novembro de 1968            | 1° de dezembro de 1969 | 1998          | Privatizada. Sua atual sucessora é a empresa privada Energisa Rondônia, empresa do Grupo Energisa. | [ 124 ]    |
| Companhia de Abastecimento Armazéns Gerais Entrepostos de Rondônia           | CAGERO        | Sociedade de economia mista |                                  |                        |               | | [ 124 ]    |
| Companhia de Desenvolvimento Urbano e Rural de Rondônia                      | CDHUR         | Sociedade de economia mista | 1983                             |                        |               | | [ 124 ]    |
| Companhia de Processamento de Dados do Estado de Rondônia                    | CEPRORD       | Sociedade de economia mista | 8 de agosto de 1989 (Lei n° 236) |                        |               | | [ 124 ]    |
| Empresa de Navegação de Rondônia                                             | ENARO         | Sociedade de economia mista | 30 de setembro de 1987           |                        |               | | [ 124 ]    |
| Loteria Estadual de Rondonia                                                 | LOTORO        | Empresa pública             | 21 de junho de 1986              |                        |               | | [ 124 ]    |
| Rondonia Credito Imobiliario                                                 | RONDONPOUP    | Empresa pública             |                                  |                        |               | | [ 124 ]    |

### Roraima
Atuais
| Nome da empresa                         | Sigla         | Tipo                        | Criação              | Constituição | Referência |
| --------------------------------------- | ------------- | --------------------------- | -------------------- | ------------ | ---------- |
| Agência de Fomento do Estado de Roraima | DESENVOLVE RR | Sociedade de economia mista |                      |              |            |
| Companhia de Águas e Esgotos de Roraima | CAER          | Sociedade de economia mista | 4 de março de 1969   |              |            |
| Companhia de Desenvolvimento de Roraima | CODESAIMA     | Sociedade de economia mista | 3 de outubro de 1979 |              |            |
| Rádio e Televisão Difusora de Roraima   | RADIORAIMA    | Empresa pública             | 2009                 |              |            |

Privatizadas/extintas/em liquidação
| Nome da empresa                 | Sigla | Tipo                        | Criação            | Constituição | Transferência | Situação atual                                           | Referência |
| ------------------------------- | ----- | --------------------------- | ------------------ | ------------ | ------------- | -------------------------------------------------------- | ---------- |
| Banco do Estado de Roraima      | BANER | Sociedade de economia mista |                    |              |               | Transformado na Agência de Fomento do Estado de Roraima. |            |
| Companhia Energética de Roraima | CERR  | Sociedade de economia mista | 5 de abril de 1969 |              |               | Em liquidação.                                           |            |

### Santa Catarina
Atuais
| Nome da empresa                                                     | Sigla          | Tipo                        | Criação                                         | Constituição                               | Referência |
| ------------------------------------------------------------------- | -------------- | --------------------------- | ----------------------------------------------- | ------------------------------------------ | ---------- |
| Agência de Fomento do Estado de Santa Catarina                      | BADESC         | Sociedade de economia mista | 8 de novembro de 1973 (Lei Estadual n° 4.950)   | 26 de agosto de 1975                       | [ 125 ]    |
| Centrais de Abastecimento do Estado de Santa Catarina               | CEASA/SC       | Sociedade de economia mista | 29 de setembro de 1976                          |                                            | [ 126 ]    |
| Centrais Elétricas de Santa Catarina                                | CELESC         | Sociedade de economia mista | 9 de dezembro de 1955 (Decreto Estadual n° 22)  |                                            | [ 126 ]    |
| Centro de Informática e Automação do Estado de Santa Catarina       | CIASC          | Empresa pública             | 13 de julho de 1987                             |                                            | [ 126 ]    |
| Companhia Catarinense de Águas e Saneamento                         | CASAN          | Sociedade de economia mista | 31 de dezembro de 1970                          | 2 de julho de 1971                         | [ 126 ]    |
| Companhia de Gás de Santa Catarina                                  | SCGÁS          | Sociedade de economia mista | 1994                                            |                                            | [ 126 ]    |
| Companhia de Habitação do Estado de Santa Catarina                  | COHAB/SC       | Sociedade de economia mista | 12 de julho de 1965 (Lei Estadual n° 3.698)     | 15 de abril de 1966 (Decreto Lei nº 4.032) | [ 126 ]    |
| Companhia Hidromineral Caldas da Imperatriz                         | HIDROCALDAS    | Sociedade de economia mista |                                                 |                                            | [ 126 ]    |
| Companhia Integrada de Desenvolvimento Agrícola de Santa Catarina   | CIDASC         | Sociedade de economia mista | 28 de fevereiro de 1979 (Lei Estadual n° 5.516) |                                            | [ 126 ]    |
| Empresa de Pesquisa Agropecuária e Extensão Rural de Santa Catarina | EPAGRI         | Empresa pública             | 1991                                            |                                            | [ 126 ]    |
| Imbituba Administradora da Zona de Processamento de Exportação      | IAZPE          | Sociedade de economia mista |                                                 |                                            | [ 126 ]    |
| Santa Catarina Turismo                                              | SANTUR         | Sociedade de economia mista | 28 de junho de 1977                             |                                            | [ 126 ]    |
| Sapiens Parque                                                      | SAPIENS PARQUE | Sociedade de economia mista | 12 de dezembro de 2002                          |                                            | [ 126 ]    |
| SC Participações e Parcerias                                        | SCPAR          | Sociedade de economia mista | janeiro de 2005                                 |                                            | [ 126 ]    |

Privatizadas/extintas/incorporadas/em liquidação
| Nome da empresa                                          | Sigla  | Tipo                        | Criação                                     | Constituição | Transferência | Situação atual                                   | Referência |
| -------------------------------------------------------- | ------ | --------------------------- | ------------------------------------------- | ------------ | ------------- | ------------------------------------------------ | ---------- |
| Banco do Estado de Santa Catarina                        | BESC   | Sociedade de economia mista | 21 de julho de 1962                         |              | 1999          | Vendido. Seu atual sucessor é o Banco do Brasil. | [ 127 ]    |
| Besc S/A Corretora de Seguros e Administradora de Bens   | BESCOR | Sociedade de economia mista | 1972                                        | 1978         | 2022          | Extinta.                                         | [ 127 ]    |
| Centro de Socioeconomia e Planejamento Agrícola          | CEPA   | Empresa pública             | 22 de junho de 2005                         |              |               |                                                  |            |
| Companhia de Desenvolvimento do Estado de Santa Catarina | CODESC | Sociedade de economia mista | 30 de abril de 1975 (Lei Estadual n° 5.089) |              |               |                                                  | [ 127 ]    |
| Companhia de Distritos Industriais de Santa Catarina     | CODISC | Sociedade de economia mista | 1975                                        |              | 2022          | Extinta.                                         | [ 127 ]    |

### São Paulo
Atuais
| Nome da empresa                                                           | Sigla         | Tipo                        | Criação                                      | Constituição          | Referência |
| ------------------------------------------------------------------------- | ------------- | --------------------------- | -------------------------------------------- | --------------------- | ---------- |
| Agência de Desenvolvimento Paulista                                       | DESENVOLVE SP | Sociedade de economia mista | 16 de julho de 2001 (Lei Estadual n° 10.853) |                       | [ 130 ]    |
| Companhia Ambiental do Estado de São Paulo                                | CETESB        | Sociedade de economia mista | 24 de julho de 1968 (Decreto n° 50.079)      |                       | [ 131 ]    |
| Companhia de Desenvolvimento Habitacional e Urbano do Estado de São Paulo | CDHU          | Sociedade de economia mista | 1949                                         |                       |            |
| Companhia de Processamento de Dados do Estado de São Paulo                | PRODESP       | Sociedade de economia mista | 24 de julho de 1969                          |                       |            |
| Companhia de Seguros do Estado de São Paulo                               | COSESP        | Sociedade de economia mista |                                              |                       |            |
| Companhia do Metropolitano de São Paulo                                   | METRÔ         | Sociedade de economia mista | 24 de abril de 1968                          |                       |            |
| Companhia Docas de São Sebastião                                          | —             | Sociedade de economia mista | 15 de maio de 1969 (Decreto-Lei n° 63)       |                       | [ 132 ]    |
| Companhia Paulista de Parcerias                                           | CPP           | Sociedade de economia mista | 19 de maio de 2004                           |                       | [ 132 ]    |
| Companhia Paulista de Securitização                                       | CPSEC         | Sociedade de economia mista | 29 de setembro de 2009                       | 15 de outubro de 2009 | [ 132 ]    |
| Companhia Paulista de Trens Metropolitanos                                | CPTM          | Sociedade de economia mista | 28 de maio de 1992                           |                       | [ 132 ]    |
| Instituto de Pesquisas Tecnológicas                                       | IPT           | Sociedade de economia mista | 1899                                         |                       | [ 132 ]    |

Privatizadas/federalizadas/incorporadas/extintas
| Nome da empresa                                           | Sigla       | Tipo                        | Criação                                      | Constituição          | Transferência           | Situação atual | Referência      |
| --------------------------------------------------------- | ----------- | --------------------------- | -------------------------------------------- | --------------------- | ----------------------- | --- | --------------- |
| Banco do Estado de São Paulo                              | BANESPA     | Sociedade de economia mista | 14 de janeiro de 1909                        |                       | 1996                    | Privatizado. Seu atual sucessor é o banco privado Santander. |                 |
| Banco Nossa Caixa                                         | NOSSA CAIXA | Sociedade de economia mista | 1917                                         |                       | 2009                    | Vendido. Seu atual sucessor é o Banco do Brasil. |                 |
| Companhia de Desenvolvimento Agrícola de São Paulo        | CODASP      | Sociedade de economia mista | 29 de outubro de 1987 (Decreto n° 27.507)    |                       | 2019                    | Extinta. | [ 137 ] [ 138 ] |
| Companhia de Gás de São Paulo                             | COMGÁS      | Sociedade de economia mista | 1872                                         |                       | 1999                    | Privatizada. Atualmente pertence a Compass Gás e Energia, empresa do grupo Cosan. |                 |
| Companhia de Saneamento Básico do Estado de São Paulo     | SABESP      | Sociedade de economia mista | 29 de junho de 1973                          |                       | 22 de julho de 2024     | Privatizada, no modelo chamado de sequencial. A Equatorial Energia adquiriu 15% da companhia, tornando-se acionista de referência. Na sequência foi feito um follow on das ações.                  | [ 139 ] [ 140 ] |
| Companhia de Telecomunicações do Estado de São Paulo      | COTESP      | Sociedade de economia mista | 11 de setembro de 1964                       |                       | 1973                    | Privatizada. Sua atual sucessora é a empresa privada Telefônica Brasil (usa como marca comercial o nome Vivo).                                                                                     |                 |
| Companhia Energética de São Paulo                         | CESP        | Sociedade de economia mista | 5 de dezembro de 1966                        |                       | 19 de outubro de 2018   | Privatizada. Sua atual sucessora é a empresa privada Auren Energia, empresa do grupo Votorantim S.A.                                                                                               |                 |
| Companhia Paulista de Eventos e Turismo                   | CPETUR      | Empresa pública             | 1º de julho de 2009 (Lei Estadual n° 13.560) |                       | 13 de maio de 2015      | Extinta. | [ 141 ]         |
| Companhia Paulista de Força e Luz                         | CPFL        | Sociedade de economia mista | 16 de novembro de 1912                       |                       | novembro de 1997        | Privatizada. Atualmente é uma empresa pertencente à State Grid. |                 |
| Companhia Paulista de Obras e Serviços                    | CPOS        | Sociedade de economia mista | 1991                                         |                       | 2019                    | Extinta. | [ 138 ]         |
| Desenvolvimento Rodoviário S.A.                           | DERSA       | Sociedade de economia mista | 26 de maio de 1969                           |                       | 14 de setembro de 2019  | Liquidada. | [ 142 ]         |
| Elektro - Eletricidade e Serviços                         | ELEKTRO     | Sociedade de economia mista | 6 de janeiro de 1998                         |                       | 16 de julho de 1998     | Sua atual sucessora é a empresa privada Neoenergia Elektro, empresa da Neoenergia. |                 |
| Eletricidade de São Paulo                                 | ELETROPAULO | Sociedade de economia mista | 1981                                         |                       | 1998                    | Privatizada. Seus atuais sucessores são as empresas privadas Enel Distribuição São Paulo, empresa da Enel Brasil, EDP São Paulo, empresa da EDP Brasil e ISA CTEEP, empresa do Grupo ISA e a EMAE. |                 |
| Empresa Metropolitana de Águas e Energia                  | EMAE        | Sociedade de economia mista | 1° de abril de 1998                          |                       | 19 de abril de 2024     | Privatizada. Adquirida pelo Fundo Phoenix de Participações Multiestratégia. | [ 143 ]         |
| Empresa Paulista de Planejamento Metropolitano            | EMPLASA     | Sociedade de economia mista | 1975                                         |                       | 2019                    | Extinta. | [ 138 ]         |
| Empresa Metropolitana de Transportes Urbanos de São Paulo | EMTU        | Sociedade de economia mista | 13 de dezembro de 1977                       |                       | 24 de fevereiro de 2025 | Extinta. |                 |
| Ferrovia Paulista S.A.                                    | FEPASA      | Sociedade de economia mista | 28 de outubro de 1971                        |                       | 23 de dezembro de 1997  | Privatizada. Sua atual sucessora é a empresa privada Rumo Logística, empresa do grupo Cosan. | [ 144 ]         |
| Imprensa Oficial do Estado de São Paulo                   | IMESP       | Empresa pública             | 28 de abril de 1891                          |                       | 2 de agosto de 2021     | Extinta. Incorporada pela Prodesp. | [ 145 ]         |
| Viação Aérea São Paulo                                    | VASP        | Sociedade de economia mista | 4 de novembro de 1933                        | 4 de novembro de 1933 | 4 de setembro de 1990   | Privatizada. Hoje extinta, através de falência decretada. |                 |

### Sergipe
Atuais
| Nome da empresa                                                         | Sigla   | Tipo                        | Criação                                            | Constituição         | Referência |
| ----------------------------------------------------------------------- | ------- | --------------------------- | -------------------------------------------------- | -------------------- | ---------- |
| Banco do Estado de Sergipe                                              | BANESE  | Sociedade de economia mista | 13 de novembro de 1961 (Lei Estadual n° 1.068)     | 2 de janeiro de 1964 |            |
| Companhia de Desenvolvimento de Recursos Hídricos e Irrigação           | COHIDRO | Sociedade de economia mista | 13 de abril de 1983                                |                      |            |
| Companhia de Desenvolvimento Industrial de Recursos Minerais de Sergipe | CODISE  | Sociedade de economia mista | 1976                                               |                      |            |
| Companhia de Saneamento de Sergipe                                      | DESO    | Sociedade de economia mista | 25 de agosto de 1969 (Decreto-Lei Estadual nº 109) |                      |            |
| Companhia Estadual de Habitação e Obras Públicas                        | CEHOP   | Sociedade de economia mista | 9 de abril de 1991 (Lei Estadual n° 2.960)         |                      | [ 146 ]    |
| Empresa de Desenvolvimento Agropecuário de Sergipe                      | EMDAGRO | Empresa pública             | 1962                                               |                      |            |
| Empresa de Desenvolvimento Sustentável do Estado de Sergipe             | PRONESE | Empresa pública             | 1º de agosto de 1984                               |                      |            |
| Empresa Sergipana de Tecnologia da Informação                           | EMGETIS | Empresa pública             | 4 de abril de 2008                                 |                      |            |
| Empresa Sergipana de Turismo                                            | EMSETUR | Empresa pública             | 1971                                               |                      |            |
| Imprensa Oficial de Sergipe                                             | IOSE    | Empresa pública             | 5 de dezembro de 1894                              | 24 de agosto de 1895 |            |
| Sergipe Gás                                                             | SERGÁS  | Sociedade de economia mista | 1993                                               |                      |            |

Privatizadas/extintas
| Nome da empresa                                                      | Sigla       | Tipo                        | Criação                                         | Constituição | Transferência                              | Situação atual                                                                                    | Referência      |
| -------------------------------------------------------------------- | ----------- | --------------------------- | ----------------------------------------------- | ------------ | ------------------------------------------ | ------------------------------------------------------------------------------------------------- | --------------- |
| Central de Abastecimento do Estado de Sergipe                        | CEASA       | Sociedade de economia mista | 1973                                            |              | 9 de abril de 1991 (Lei Estadual n° 2.960) | Extinta.                                                                                          | [ 146 ]         |
| Companhia Agrícola de Sergipe                                        | COMASE      | Sociedade de economia mista | 1965                                            |              | 1991                                       | Extinta.                                                                                          |                 |
| Companhia de Processamento de Dados de Sergipe                       | PRODASE     | Sociedade de economia mista | 1977                                            |              | 27 de novembro de 2008                     | Transformada em Empresa de Desenvolvimento Sustentável do Estado de Sergipe.                      |                 |
| Empresa Administradora de Portos de Sergipe                          | SERGIPORTOS | Empresa pública             |                                                 |              |                                            |                                                                                                   |                 |
| Empresa de Assistência Técnica e Extensão Rural do Estado de Sergipe | EMATER-SE   | Empresa pública             |                                                 |              |                                            |                                                                                                   |                 |
| Empresa de Pesquisas Agropecuárias de Sergipe                        | EMPEASE     | Empresa pública             | 27 de fevereiro de 1987 (Lei Estadual n° 2.608) |              | 1991                                       | Extinta.                                                                                          |                 |
| Empresa Energética de Sergipe                                        | ENERGIPE    | Sociedade de economia mista | 3 de junho de 1959 (Lei Estadual n° 943)        |              | dezembro de 1997                           | Privatizada. Sua atual sucessora é a empresa privada Energisa Sergipe, empresa do Grupo Energisa. | [ 147 ] [ 148 ] |
| Sergipe Minerais S.A.                                                | SEMISA      | Sociedade de economia mista | 21 de novembro de 1974                          |              |                                            |                                                                                                   |                 |

### Tocantins
Atuais
| Nome da empresa                                                                          | Sigla               | Tipo                        | Criação                                         | Constituição          | Referência      |
| ---------------------------------------------------------------------------------------- | ------------------- | --------------------------- | ----------------------------------------------- | --------------------- | --------------- |
| Agência de Fomento do Estado do Tocantins                                                | FOMENTO-TO          | Sociedade de economia mista | 22 de fevereiro de 2002 (Lei Estadual n° 1.298) | 21 de outubro de 2005 | [ 149 ]         |
| Companhia de Mineração do Tocantins                                                      | MINERATINS          | Sociedade de economia mista | 29 de junho de 1989 (Lei Estadual n° 60)        |                       | [ 150 ] [ 151 ] |
| Companhia Imobiliária de Participações, Investimentos e Parcerias do Estado do Tocantins | TOCANTINS PARCERIAS | Sociedade de economia mista | 8 de agosto de 2012 (Lei Estadual n° 2.616)     |                       |                 |

Privatizadas/extintas/em liquidação
| Nome da empresa                                             | Sigla        | Tipo                        | Criação                                                                               | Constituição   | Transferência                                      | Situação atual                                                                                      | Referência      |
| ----------------------------------------------------------- | ------------ | --------------------------- | ------------------------------------------------------------------------------------- | -------------- | -------------------------------------------------- | --------------------------------------------------------------------------------------------------- | --------------- |
| Banco do Estado do Tocantins                                | BANETINS     | Sociedade de economia mista | 18 de maio de 1989 (Lei Estadual n° 46)                                               |                |                                                    | | [ 152 ]         |
| Companhia Administradora da ZPE/Tocantins                   | —            | Sociedade de economia mista | 30 de novembro de 1989 (Lei Estadual n° 102)                                          |                |                                                    | |                 |
| Companhia de Armazéns Gerais e Silos do Estado do Tocantins | CASETINS     | Sociedade de economia mista | 21 de abril de 1989 (Lei Estadual n° 22)                                              |                |                                                    | | [ 153 ]         |
| Companhia de Comunicação do Estado do Tocantins             | COMUNICATINS | Sociedade de economia mista | 16 de maio de 1989 (Lei Estadual n° 42)                                               |                | 1996                                               | Extinta.                                                                                            | [ 154 ]         |
| Companhia de Desenvolvimento do Estado do Tocantins         | CODETINS     | Sociedade de economia mista | 23 de janeiro de 1989 (Lei Estadual n° 6) 30 de março de 2010 (Lei Estadual n° 2.330) |                | 28 de fevereiro de 1997 (Lei Estadual n° 895) 2013 | | [ 155 ] [ 156 ] |
| Companhia de Energia Elétrica do Estado do Tocantins        | CELTINS      | Sociedade de economia mista | 9 de março de 1989 (Lei Estadual n° 15)                                               | agosto de 1989 | setembro de 1989                                   | Privatizada. Sua atual sucessora é a empresa privada Energisa Tocantins, empresa do Grupo Energisa. | [ 158 ]         |
| Companhia de Saneamento do Tocantins                        | SANEATINS    | Sociedade de economia mista | 25 de abril de 1989 (Lei Estadual n° 33)                                              |                | 1998                                               | Privatizada. Atualmente pertence a BRK Ambiental.                                                   | [ 159 ]         |

## Estatais dos Governos Municipais
Empresas estatais dos municípios do Brasil, por estado:

### Bahia

#### Salvador
| Nome da empresa                                 | Sigla   | Tipo                        | Criação                 | Constituição | Referência |
| ----------------------------------------------- | ------- | --------------------------- | ----------------------- | ------------ | ---------- |
| Companhia de Desenvolvimento Urbano de Salvador | DESAL   | Sociedade de economia mista | 23 de julho de 1991     |              |            |
| Companhia de Governança Eletrônica do Salvador  | COGEL   | Sociedade de economia mista | 18 de fevereiro de 1986 |              |            |
| Empresa de Limpeza Urbana de Salvador           | LIMPURB | Empresa pública             | 25 de maio de 1979      |              |            |
| Empresa Salvador Turismo                        | SALTUR  | Empresa pública             | 2009                    | 2009         |            |

### Ceará

#### Fortaleza
| Nome da empresa                           | Sigla  | Tipo                        | Criação            | Constituição | Referência |
| ----------------------------------------- | ------ | --------------------------- | ------------------ | ------------ | ---------- |
| Empresa de Transporte Urbano de Fortaleza | ETUFOR | Sociedade de economia mista | 1 de julho de 2006 |              |            |

### Goiás

#### Goiânia
| Nome da empresa                                  | Sigla  | Tipo                        | Criação               | Constituição | Referência |
| ------------------------------------------------ | ------ | --------------------------- | --------------------- | ------------ | ---------- |
| Companhia de Urbanização do Município de Goiânia | COMURG | Sociedade de economia mista | 21 de outubro de 1974 |              |            |
| Companhia Metropolitana de Transportes Coletivos | CMTC   | Empresa pública             | outubro de 2001       |              |            |

#### Mineiros
| Nome da empresa                                                 | Sigla    | Tipo            | Criação             | Constituição        | Referência |
| --------------------------------------------------------------- | -------- | --------------- | ------------------- | ------------------- | ---------- |
| Universidade da Fundação Integrada Municipal de Ensino Superior | UNIFIMES | Empresa Pública | 11 de Março de 1985 | 14 de Março de 1985 | [ 160 ]    |

### Minas Gerais

#### Belo Horizonte
| Nome da empresa                                     | Sigla   | Tipo                        | Criação              | Constituição          | Referência |
| --------------------------------------------------- | ------- | --------------------------- | -------------------- | --------------------- | ---------- |
| Empresa de Transportes e Trânsito de Belo Horizonte | BHTRANS | Sociedade de economia mista | 1991                 |                       |            |
| Empresa Municipal de Turismo de Belo Horizonte      | BELOTUR | Empresa pública             | 11 de agosto de 1980 | 30 de outubro de 1980 |            |

### Pará

#### Belém
| Nome da empresa                                | Sigla   | Tipo                        | Criação                | Constituição | Referência |
| ---------------------------------------------- | ------- | --------------------------- | ---------------------- | ------------ | ---------- |
| Companhia de Tecnologia da Informação de Belém | CINBESA | Sociedade de economia mista | 28 de dezembro de 1982 |              |            |

### Paraná

#### Curitiba
| Nome da empresa                            | Sigla    | Tipo                        | Criação              | Constituição | Referência |
| ------------------------------------------ | -------- | --------------------------- | -------------------- | ------------ | ---------- |
| Companhia de Habitação Popular de Curitiba | COHAB-CT | Sociedade de economia mista | maio de 1965         |              |            |
| Urbanização de Curitiba                    | URBS     | Sociedade de economia mista | 21 de agosto de 1963 |              |            |

### Pernambuco

#### Recife
| Nome da empresa                        | Sigla  | Tipo            | Criação             | Constituição        | Referência |
| -------------------------------------- | ------ | --------------- | ------------------- | ------------------- | ---------- |
| Empresa de Manutenção e Limpeza Urbana | EMLURB | Empresa pública | 26 de abril de 1979 | 26 de abril de 1979 |            |

### Rio de Janeiro

#### Cabo Frio
| Nome da empresa                    | Sigla     | Tipo            | Criação               | Constituição | Referência |
| ---------------------------------- | --------- | --------------- | --------------------- | ------------ | ---------- |
| Companhia de Serviços de Cabo Frio | COMSERCAF | Empresa pública | 22 de janeiro de 2013 |              |            |

#### Petrópolis
| Nome da empresa                                      | Sigla   | Tipo                        | Criação                | Constituição | Referência |
| ---------------------------------------------------- | ------- | --------------------------- | ---------------------- | ------------ | ---------- |
| Companhia Municipal de Desenvolvimento de Petrópolis | COMDEP  | Sociedade de economia mista | 1 de dezembro de 1975  |              |            |
| Companhia Petropolitana de Trânsito e Transportes    | CPTRANS | Sociedade de economia mista | 23 de dezembro de 1977 |              |            |

#### Rio de Janeiro
| Nome da empresa                                      | Sigla    | Tipo                        | Criação             | Constituição       | Referência |
| ---------------------------------------------------- | -------- | --------------------------- | ------------------- | ------------------ | ---------- |
| Companhia de Engenharia de Tráfego do Rio de Janeiro | CET-RIO  | Sociedade de economia mista | 1988                |                    |            |
| Companhia Municipal de Limpeza Urbana                | COMLURB  | Sociedade de economia mista | 15 de maio de 1975  | 15 de maio de 1975 |            |
| Distribuidora de Filmes - RioFilme                   | RIOFILME | Sociedade de economia mista | 1992                |                    |            |
| Empresa de Turismo do Município do Rio de Janeiro    | RIOTUR   | Empresa pública             | 14 de julho de 1972 |                    |            |

#### Volta Redonda
| Nome da empresa                                     | Sigla    | Tipo                        | Criação                | Constituição | Referência |
| --------------------------------------------------- | -------- | --------------------------- | ---------------------- | ------------ | ---------- |
| Companhia de Habitação de Volta Redonda             | COHAB-VR | Sociedade de economia mista | 31 de dezembro de 1964 |              |            |
| Empresa de Processamento de Dados de Volta Redonda  | EPD-VR   | Empresa pública             | 15 de julho 1983       |              |            |
| Serviço Autônomo de Água e Esgotos de Volta Redonda | SAAE-VR  | Empresa pública             | 19 de dezembro de 1967 |              |            |

### Rio Grande do Norte

#### Natal
| Nome da empresa                        | Sigla  | Tipo                        | Criação              | Constituição | Referência |
| -------------------------------------- | ------ | --------------------------- | -------------------- | ------------ | ---------- |
| Companhia de Serviços Urbanos de Natal | URBANA | Sociedade de economia mista | 28 de agosto de 1979 |              |            |

### Rio Grande do Sul

#### Passo Fundo
| Nome da empresa                             | Sigla   | Tipo            | Criação                | Constituição | Referência |
| ------------------------------------------- | ------- | --------------- | ---------------------- | ------------ | ---------- |
| Companhia de Desenvolvimento de Passo Fundo | CODEPAS | Empresa pública | 1° de dezembro de 1984 |              |            |

#### Pelotas
| Nome da empresa                     | Sigla   | Tipo                        | Criação | Constituição | Referência |
| ----------------------------------- | ------- | --------------------------- | ------- | ------------ | ---------- |
| Companhia de Informática de Pelotas | COINPEL | Sociedade de economia mista | 1989    |              |            |

#### Porto Alegre
Atuais
| Nome da empresa                                                  | Sigla    | Tipo                        | Criação               | Constituição | Referência |
| ---------------------------------------------------------------- | -------- | --------------------------- | --------------------- | ------------ | ---------- |
| Companhia de Processamento de Dados do Município de Porto Alegre | PROCEMPA | Sociedade de economia mista | 9 de setembro de 1977 |              |            |
| Empresa Pública de Transporte e Circulação de Porto Alegre       | EPTC     | Empresa pública             | 13 de janeiro de 1998 |              |            |

Privatizadas/extintas
| Nome da empresa                  | Sigla  | Tipo                        | Criação             | Constituição | Transferência | Situação atual                                                            | Referência |
| -------------------------------- | ------ | --------------------------- | ------------------- | ------------ | ------------- | ------------------------------------------------------------------------- | ---------- |
| Companhia Carris Porto-Alegrense | CARRIS | Sociedade de economia mista | 19 de junho de 1872 |              | 2022          | Privatizada. Atualmente pertence a Empresa de Transporte Coletivo Viamão. |            |

### Santa Catarina

#### Florianópolis
| Nome da empresa                       | Sigla  | Tipo                        | Criação | Constituição | Referência |
| ------------------------------------- | ------ | --------------------------- | ------- | ------------ | ---------- |
| Companhia de Melhoramentos da Capital | COMCAP | Sociedade de economia mista | 1971    |              |            |

### São Paulo

#### Campinas
| Nome da empresa                                  | Sigla  | Tipo                        | Criação               | Constituição | Referência |
| ------------------------------------------------ | ------ | --------------------------- | --------------------- | ------------ | ---------- |
| Empresa Municipal de Desenvolvimento de Campinas | EMDEC  | Sociedade de economia mista | 11 de janeiro de 1972 |              |            |
| Sociedade de Abastecimento de Água e Saneamento  | SANASA | Sociedade de economia mista | 28 de agosto de 1974  |              |            |

#### São Paulo
Atuais
| Nome da empresa                                                             | Sigla        | Tipo                        | Criação                | Constituição       | Referência |
| --------------------------------------------------------------------------- | ------------ | --------------------------- | ---------------------- | ------------------ | ---------- |
| Companhia de Engenharia de Tráfego                                          | CET          | Sociedade de economia mista | 2 de julho de 1976     |                    |            |
| Companhia Metropolitana de Habitação de São Paulo                           | COHAB-SP     | Sociedade de economia mista | 16 de novembro de 1965 |                    |            |
| Empresa de Tecnologia da Informação e Comunicação do Município de São Paulo | PRODAM/SP    | Sociedade de economia mista | 1971                   |                    |            |
| São Paulo Obras                                                             | SPOBRAS      | Empresa pública             | 8 de dezembro de 2009  |                    |            |
| São Paulo Parcerias                                                         | SP PARCERIAS | Sociedade de economia mista | 2007                   |                    |            |
| São Paulo Transporte                                                        | SPTRANS      | Sociedade de economia mista | 8 de março de 1995     | 8 de março de 1995 |            |
| São Paulo Turismo                                                           | SPTURIS      | Sociedade de economia mista | 1970                   |                    |            |
| São Paulo Urbanismo                                                         | SP URBANISMO | Empresa pública             | 8 de dezembro de 2009  |                    |            |

Privatizadas/extintas
| Nome da empresa                               | Sigla | Tipo                        | Criação                | Constituição | Transferência         | Situação atual                                                                  | Referência |
| --------------------------------------------- | ----- | --------------------------- | ---------------------- | ------------ | --------------------- | ------------------------------------------------------------------------------- | ---------- |
| Companhia Municipal de Transportes Coletivos  | CMTC  | Sociedade de economia mista | 10 de outubro de 1946  |              | 8 de março de 1995    | Extinta. Transformada em São Paulo Transporte.                                  |            |
| Empresa Municipal de Urbanização de São Paulo | EMURB | Empresa pública             | 24 de novembro de 1971 |              | 8 de dezembro de 2009 | Extinta. Foi cindida entre duas empresas: São Paulo Obras e São Paulo Urbanismo |            |

#### Sorocaba
| Nome da empresa                                        | Sigla | Tipo                        | Criação                 | Constituição | Referência |
| ------------------------------------------------------ | ----- | --------------------------- | ----------------------- | ------------ | ---------- |
| Empresa de Desenvolvimento Urbano e Social de Sorocaba | URBES | Empresa pública             | 22 de fevereiro de 1978 |              |            |
| Empresa Municipal do Parque Tecnológico de Sorocaba    | EMPTS | Sociedade de economia mista | 4 de junho de 2012      |              |            |